# Pico da Grota
O Pico da Grota é o ponto mais alto inteiramente dentro dos limites de Juiz de Fora, com 1.082,73 metros .
Mapeado pelo IBGE em 1951, o pico está localizado na Fazenda de Jorge Quirino de Souza, na latitude 21° 48' 16,8410" S e longitude 43° 26' 23,3044" W. O local conta com um marco indicando a localização exata e uma vista dos morros de Minas Gerais.

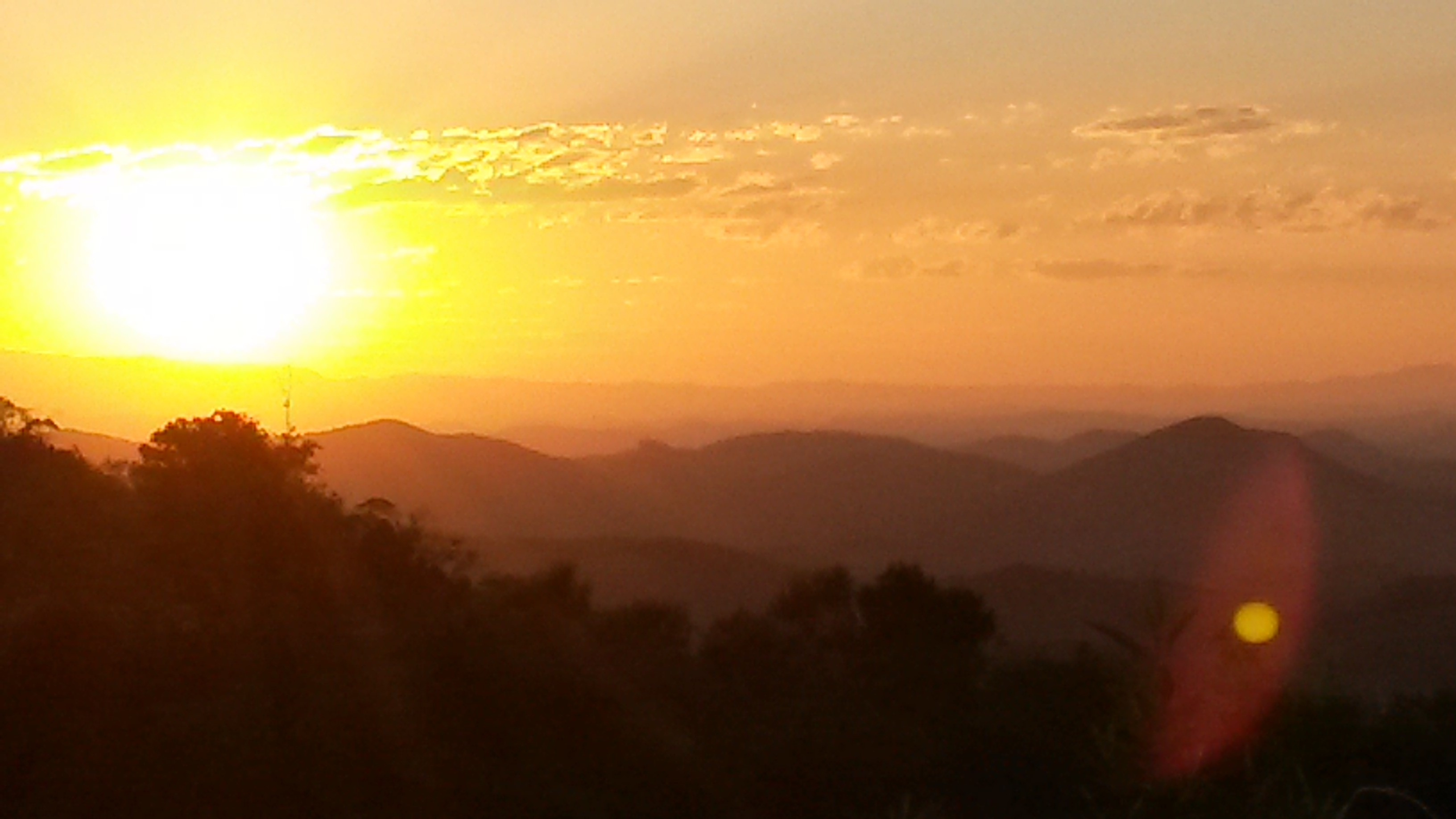
Por-do-Sol visto do pico
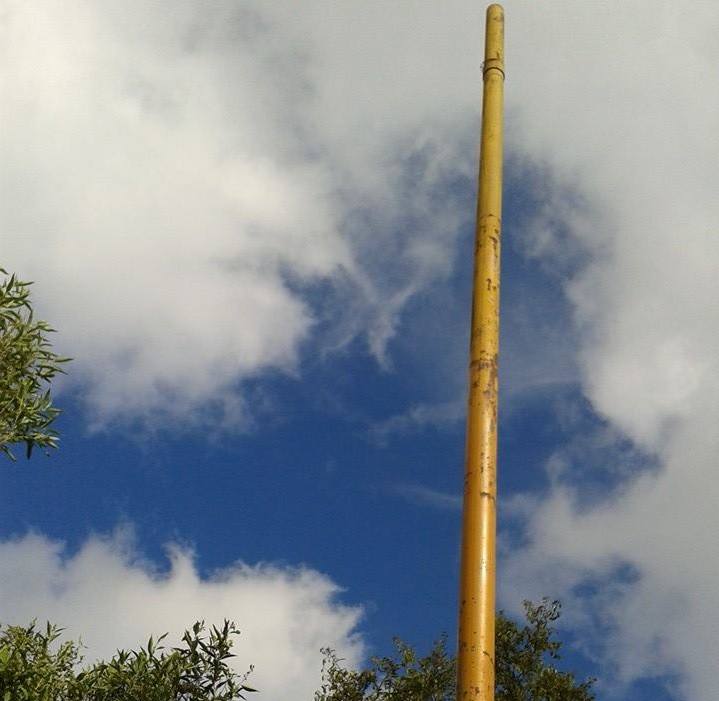
Marco
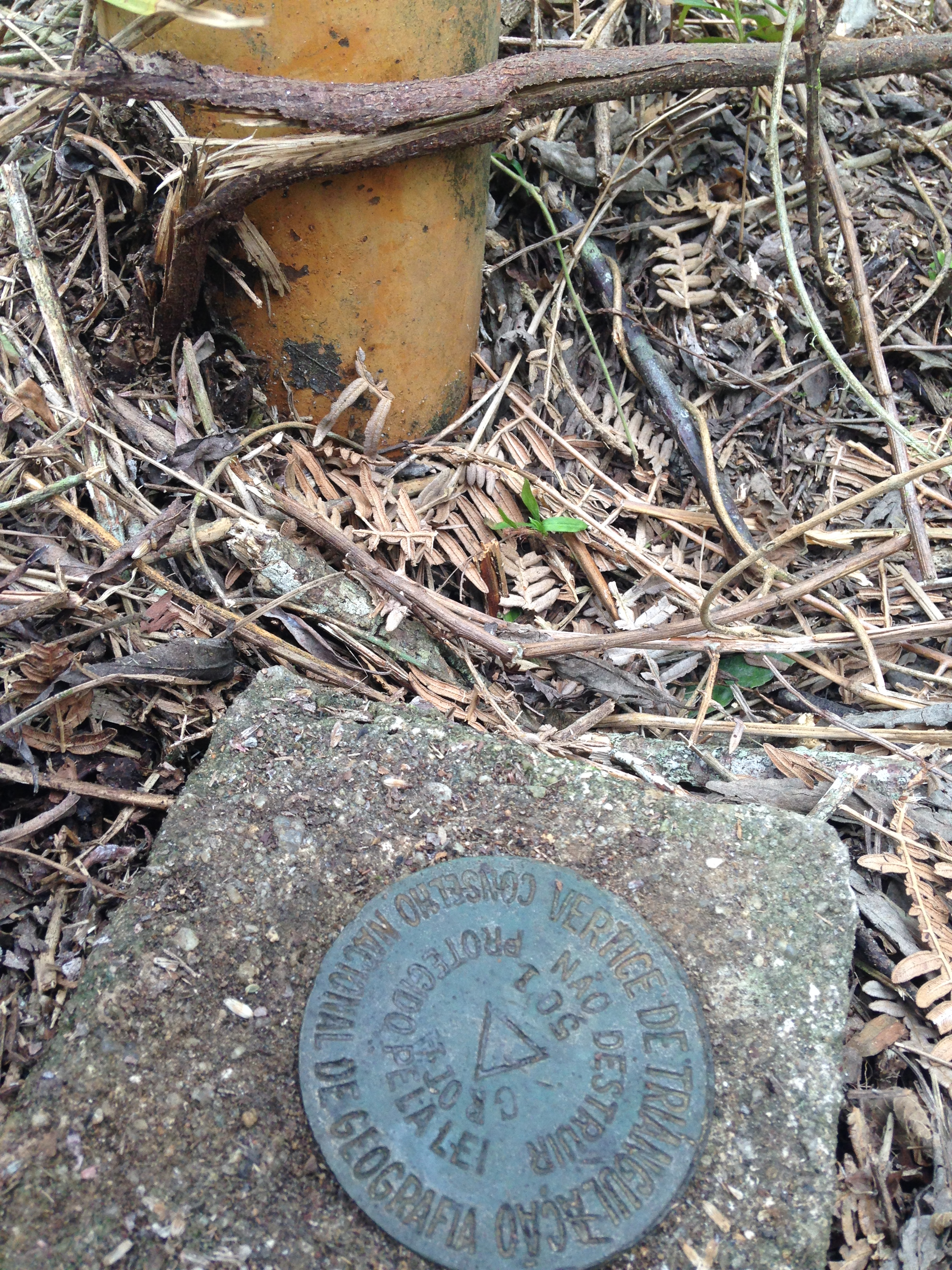
Chapa de metal estampando o nome, desde 1951

## Casos e Causos
"Mãe de Ouro"
O fenômeno conhecido como "Mãe de Ouro" foi avistado no alto da serra por um de seus moradores mais antigos: José Marcolino do Santos ou Zé dos Santos. Segundo ele, há muitos anos, enquanto caçava durante a noite com seu amigo Luiz do Cachimbo, avistou grandes bolas de fogo que surgiam do chão e subiam a serra. Os cachorros se reuniram assustados ao seu redor e ficaram todos olhando aquele fenômeno sem explicação. Sem querer entender muito do ocorrido, rapidamente juntaram seus pertences e desistiram da caça.

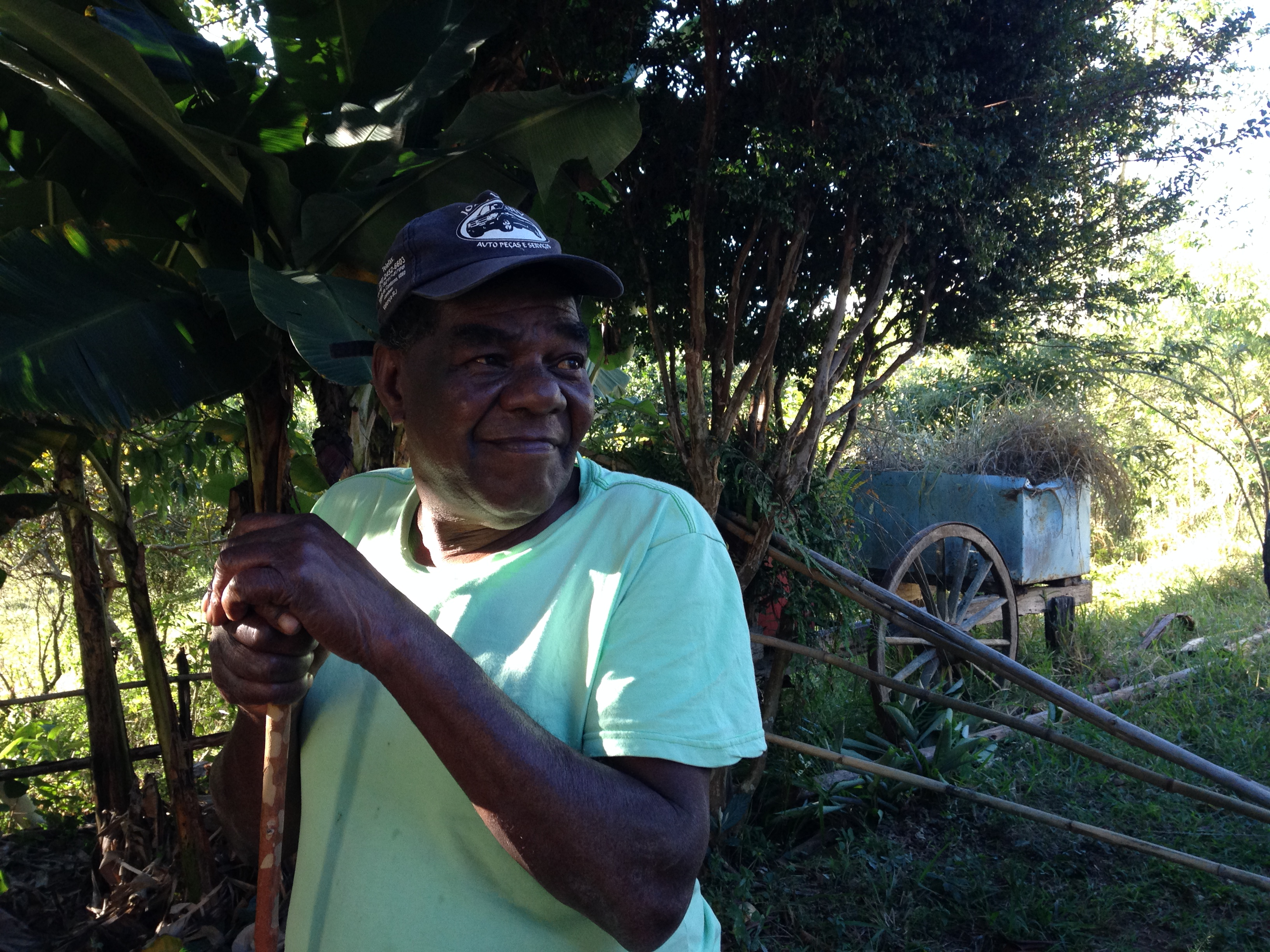
Zé dos Santos - antigo morador

O fato testemunhado por Seu Zé pode ir além de mais  um "causo" do interior de Minas Gerais. Fenômenos semelhantes são relatados em locais especiais do mundo, com esse ocorrido no interor da Noruega (fenômeno observado no Vale de Hessdalen)
A Onça
Segundo moradores da região, a serra é habitada por onças que saem para caçar durante a noite. De acordo com moradores que já tiveram cara-a-cara com a fera, trata-se de onças pardas. Para evitar possíveis ataques, os moradores orientam a se proteger com paus e galhos quando se caminha pela mata fechada. Pela sabedoria popular, a onça pode atacar de forma sorrateira e os paus e galhos poderiam ajudar a afugentar o animal.
O Lobo
Em noites de lua-cheia é possível ouvir o uivo de lobos que quebram o silêncio da serra. 
Em uma das situações de maior tensão, Zé Dos Santos foi surpreendido pelo animal de hábitos noturnos.
No alto da montanha, um lobo-bandeira saiu detrás dos arbustos e saltou em sua frente em posição de ataque.
Os pelos das costas do animal se enrijeceram, as orelhas se curvaram e os dentes se intricaram.
Posicionado defensivamente com uma foice, Seu Zé começou a gritar com o animal que, por sorte, saltou para o outro lado do valo e se foi.
O Barbado
A mesma sorte que teve com o lobo, Seu Zé também teve com um Barbado. 
Esta espécie de macaco de cerca de 1 metro de altura comia pequenos insetos em uma Embaúba.
Armado com uma espingarda cartucheira, resolveu provocar o bicho. O primata se enfezou 
e começou a emitir roncos altos e fortes, ameaçando um ataque. Apavorado diante do primata e com a espingarda mascando, 
usou seu último recurso de gritar com o animal, que desistiu do ataque e foi embora.

## Paisagens
No alto da serra é possível apreciar a bela visão do por-do-sol.

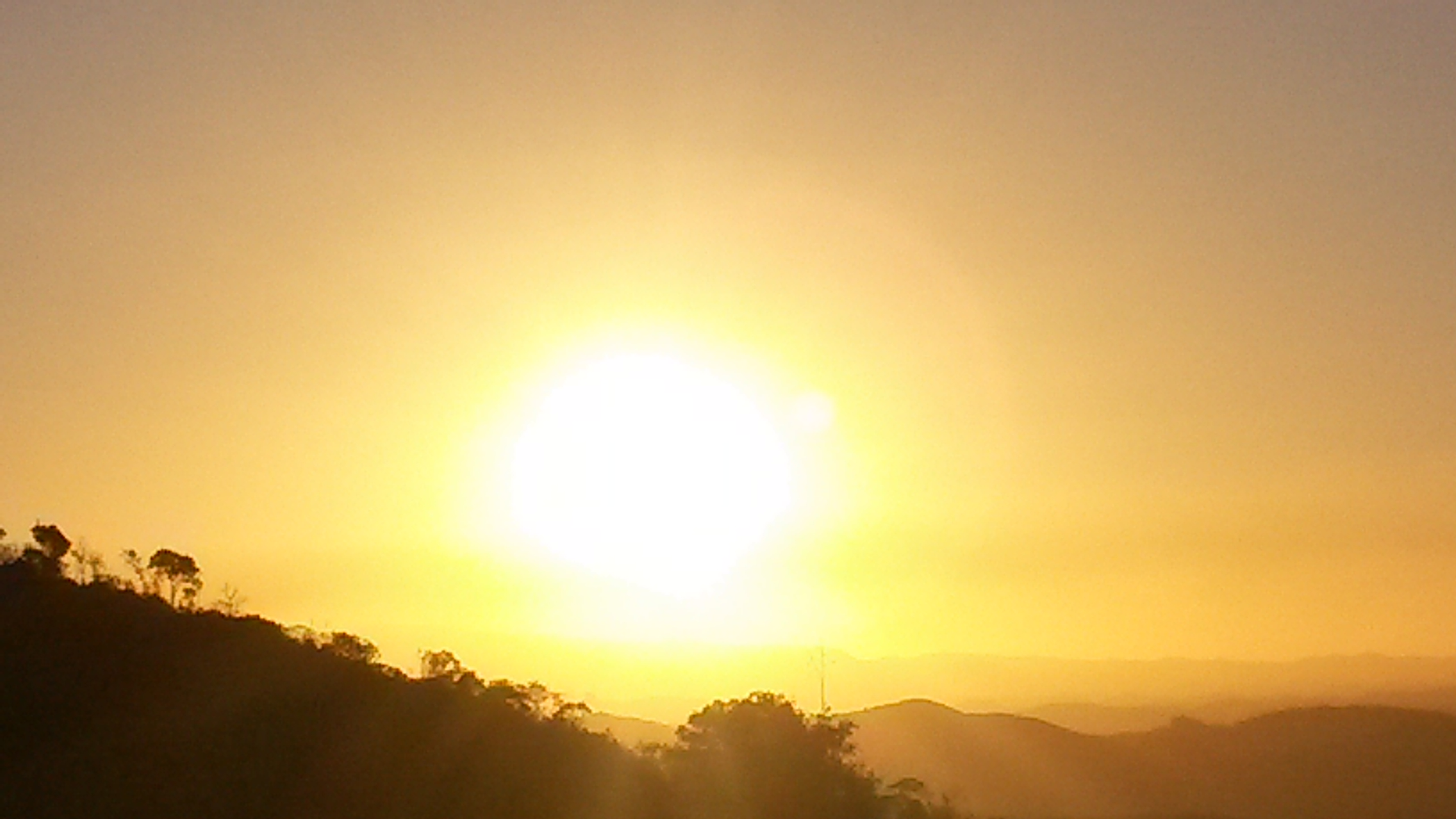
Pôr do sol 1
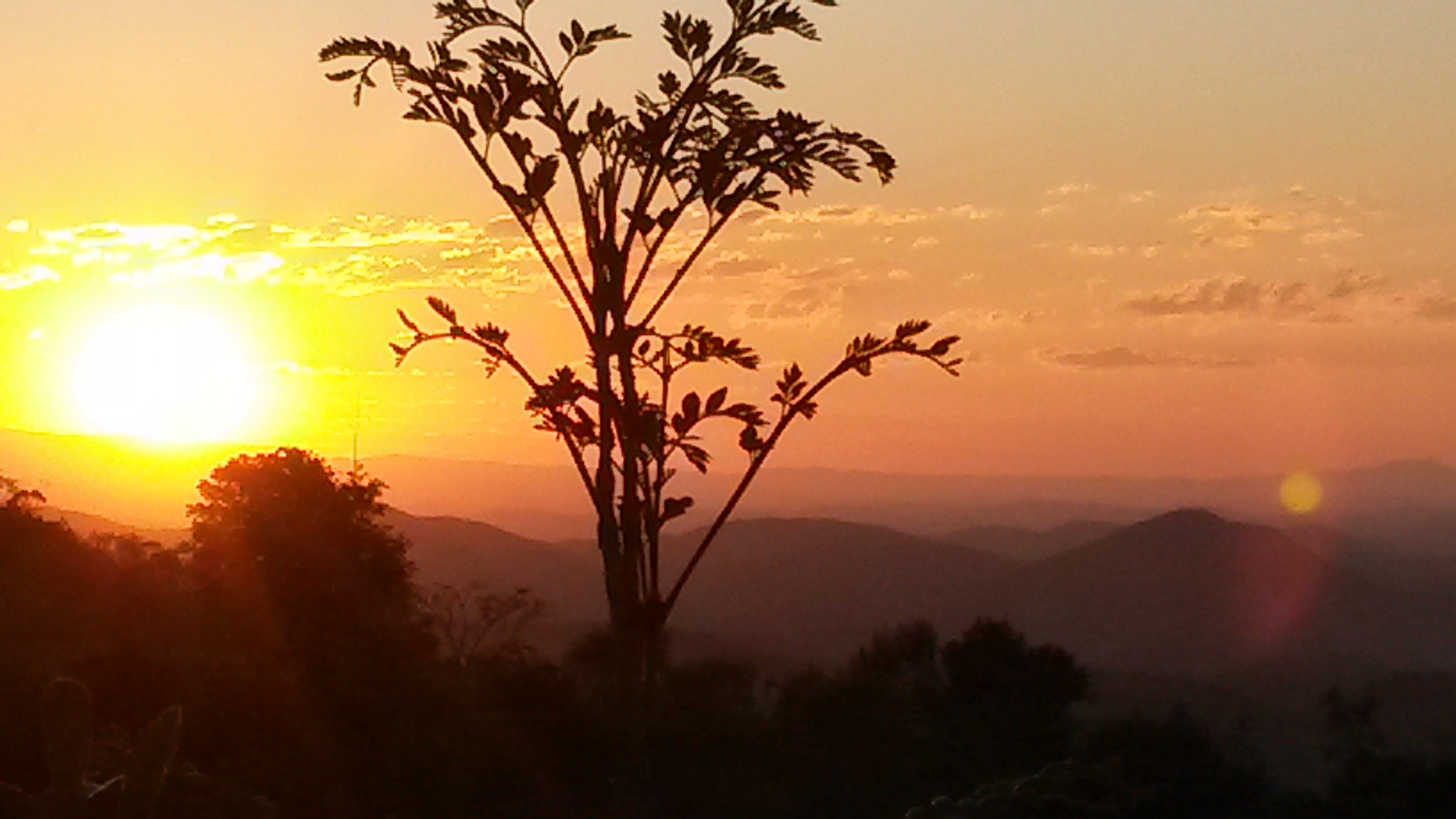
Pôr do Sol 2
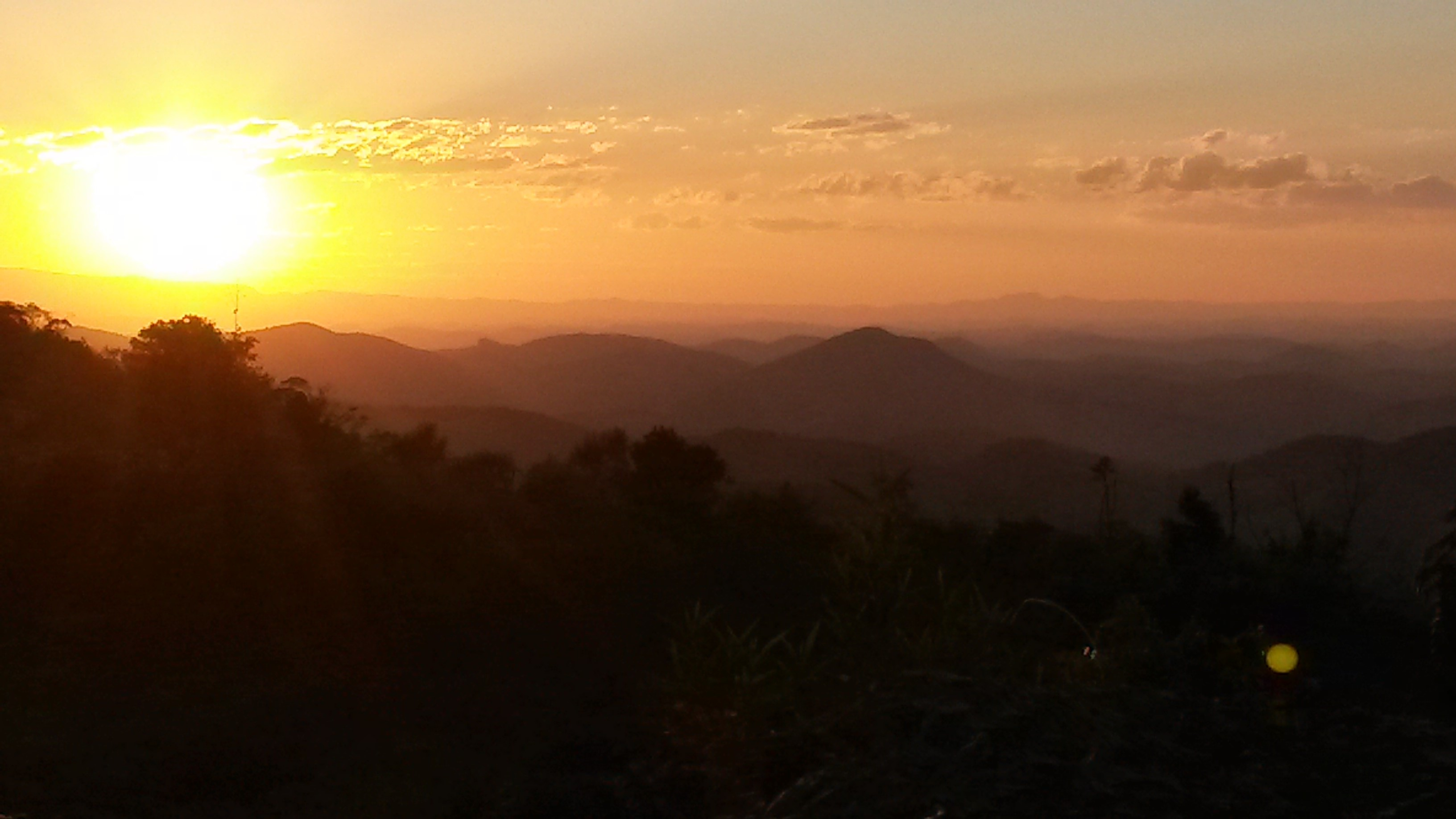
Pôr do Sol 3
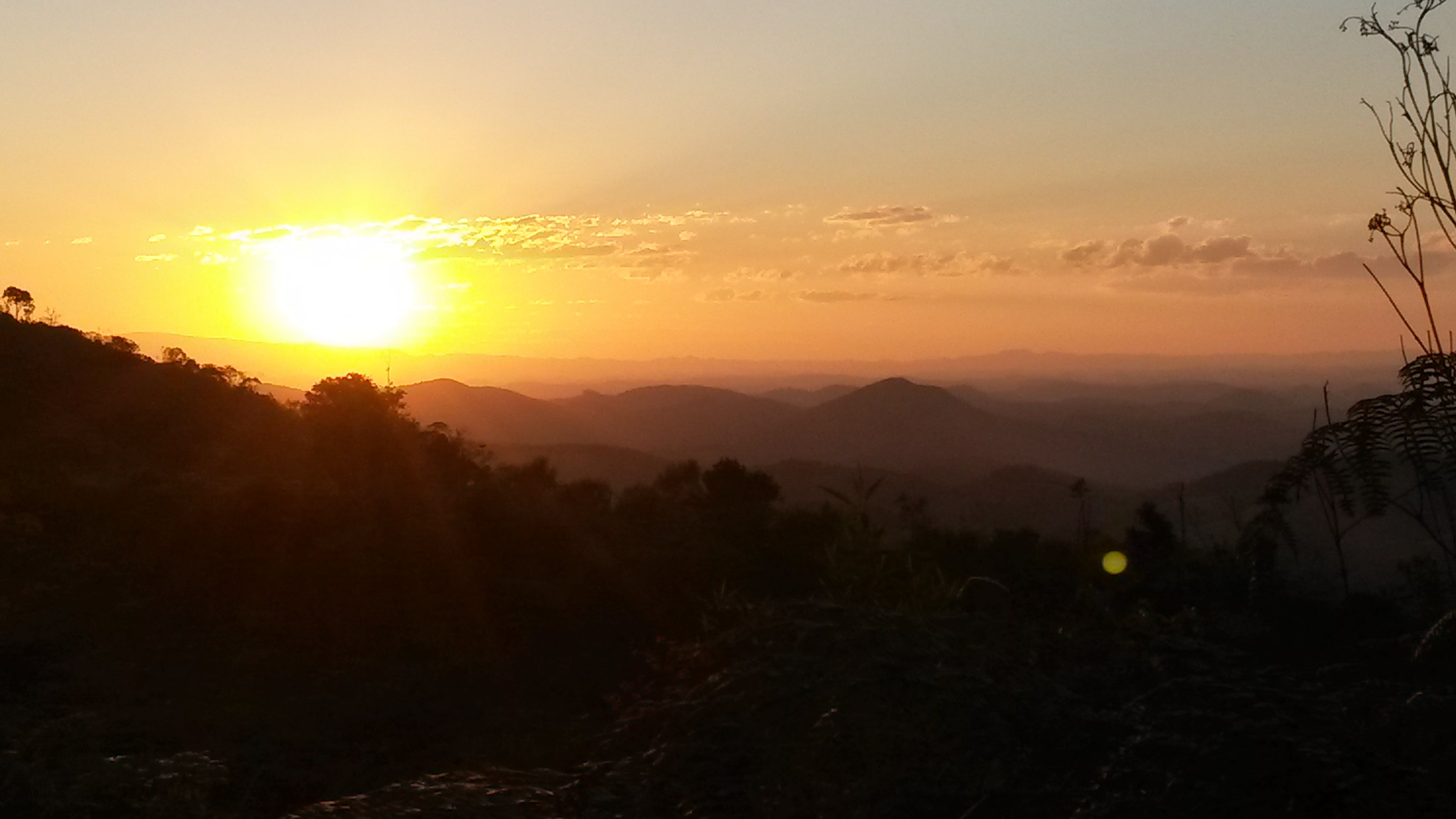
Pôr do Sol 4
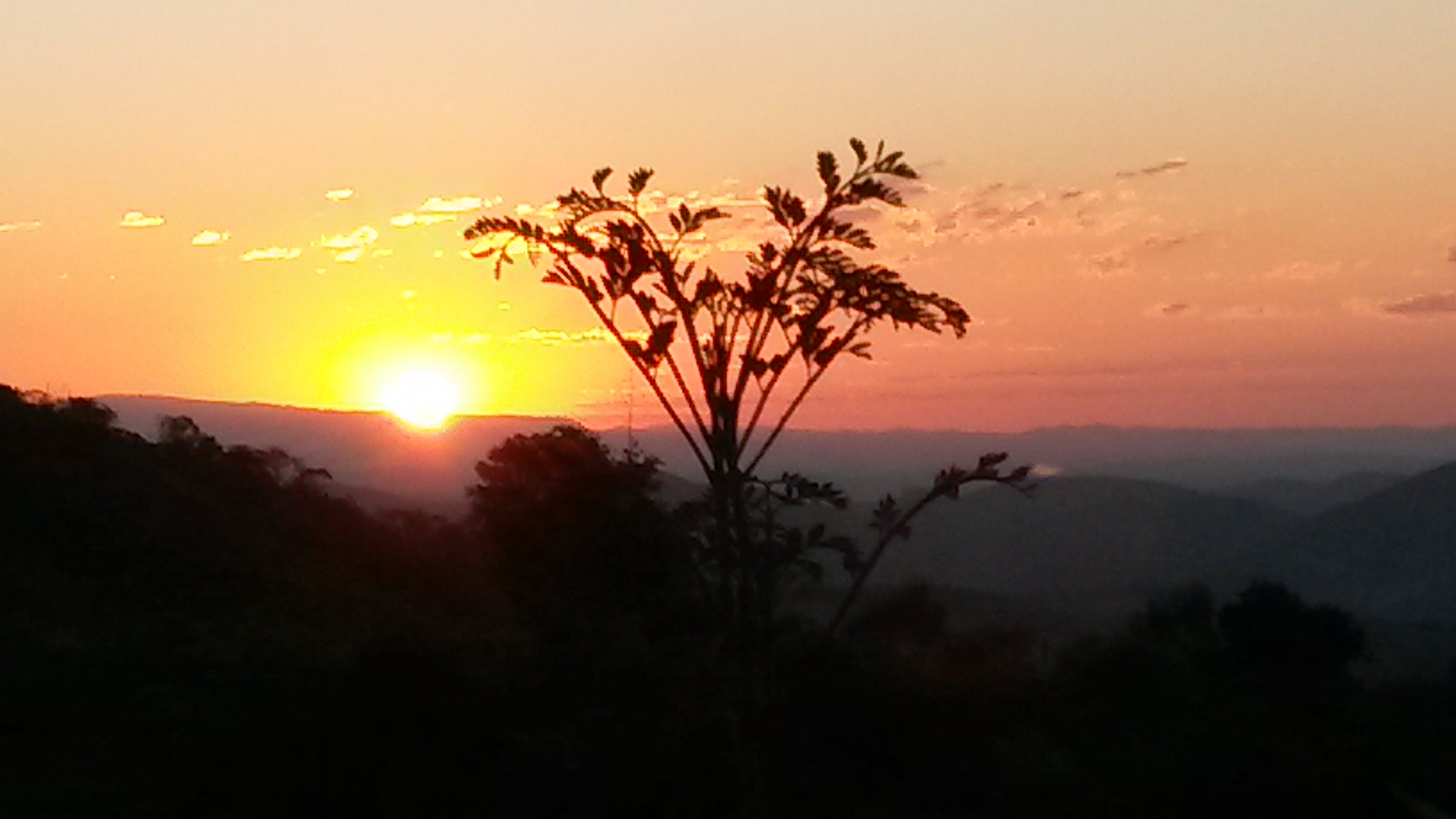
Pôr do Sol 5
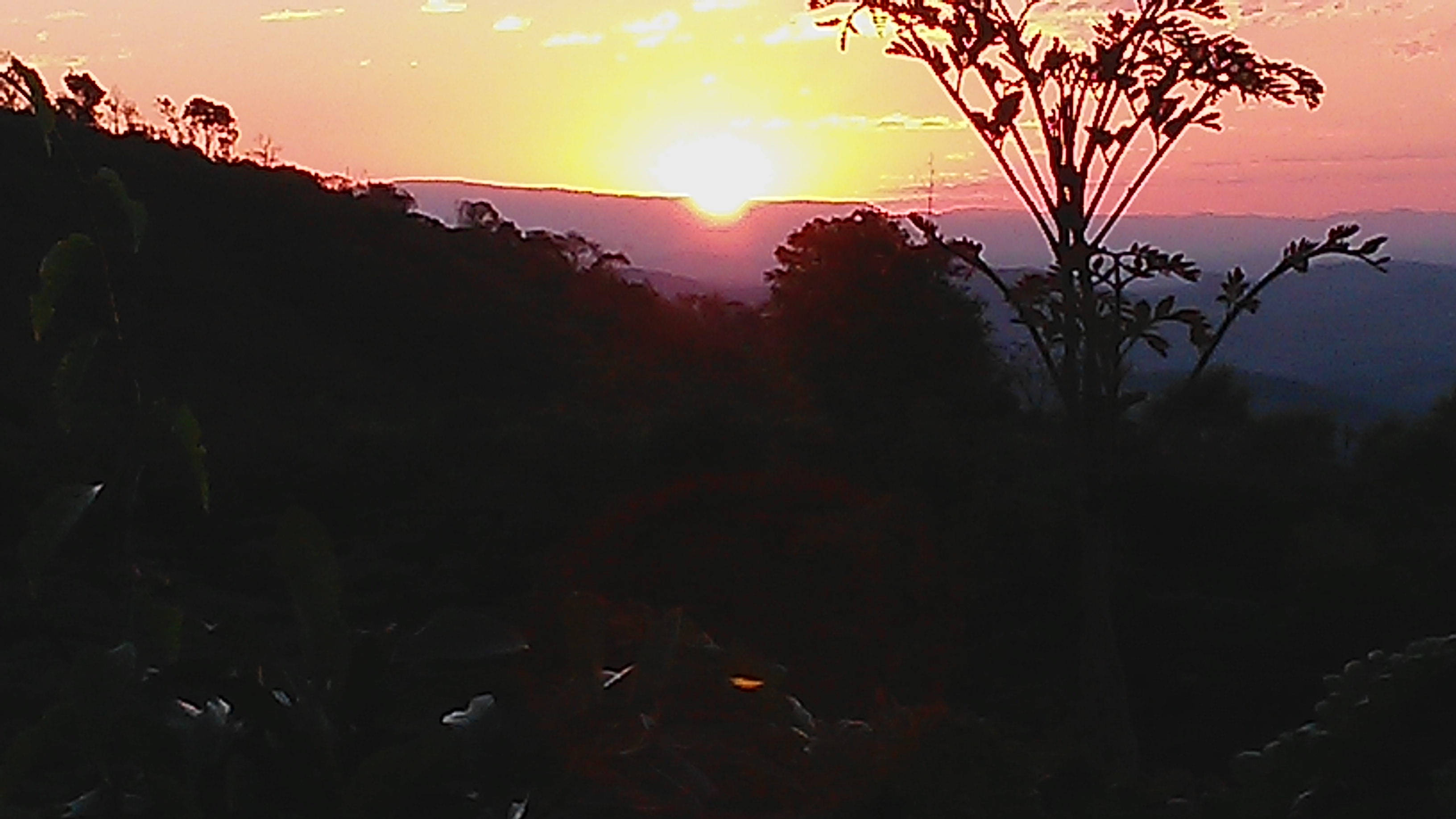
Pôr do Sol 6
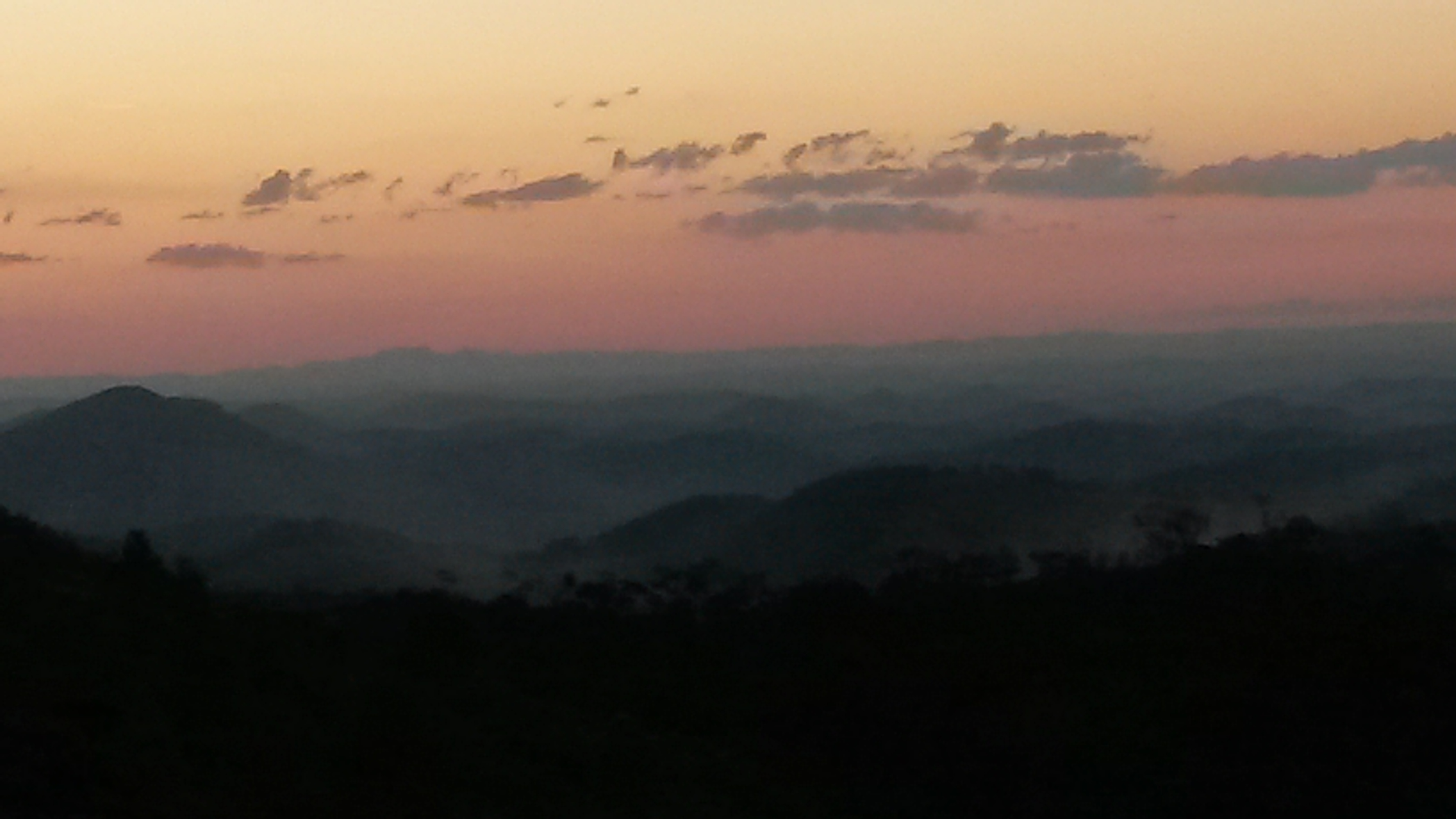
Pôr do Sol 7

À esquerda o marco do Pico da Grota e, à direita, o sol que se põe.

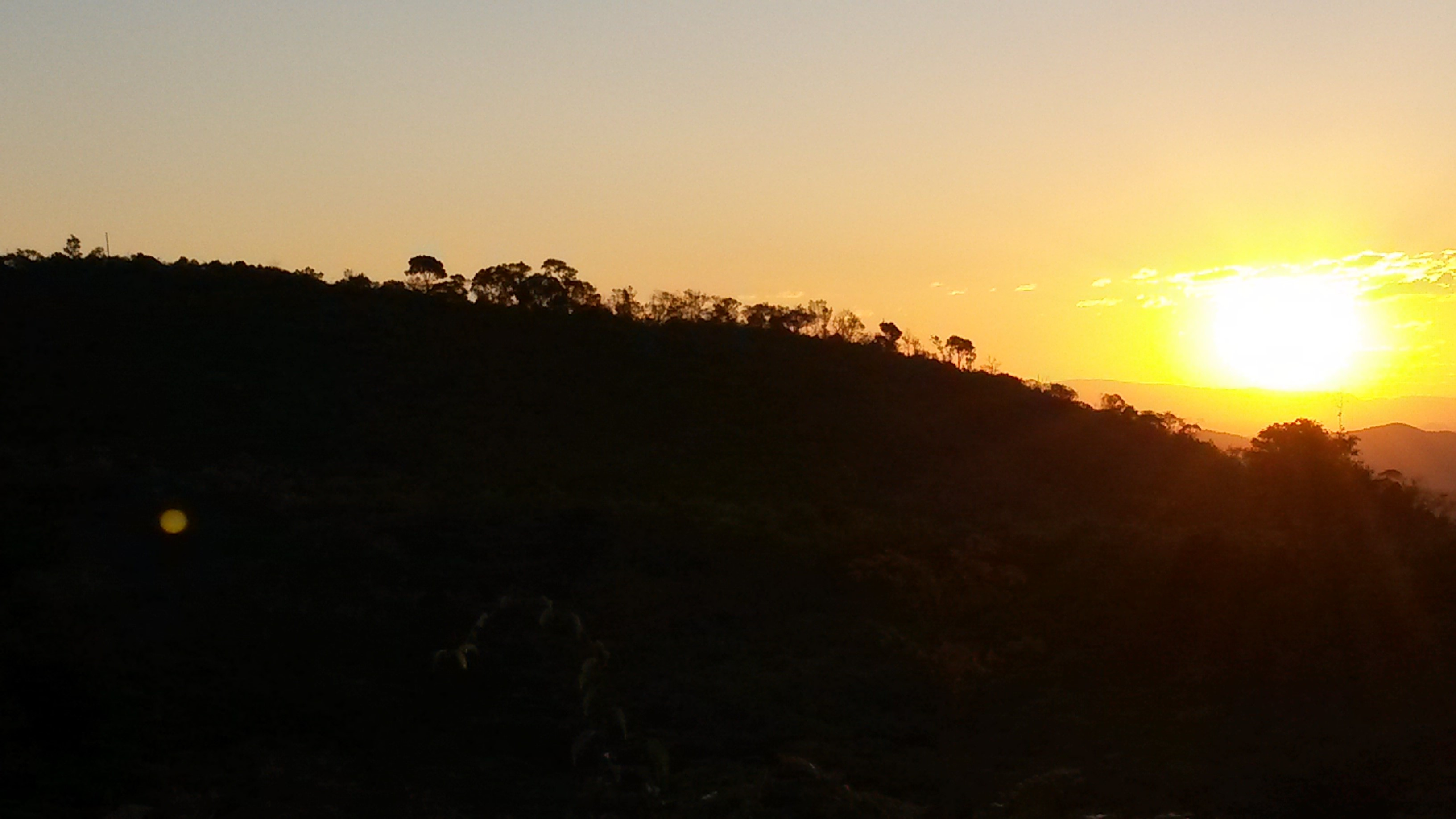
Marco e Por-do-Sol

As águas que convergem das montanhas formam um belo lago ao pé da serra.
No momento em que o sol atinge sua maior declinação em latitude, no solstício de inverno em 21 de junho, é possível ter uma das mais belas visões do espelho que se forma.

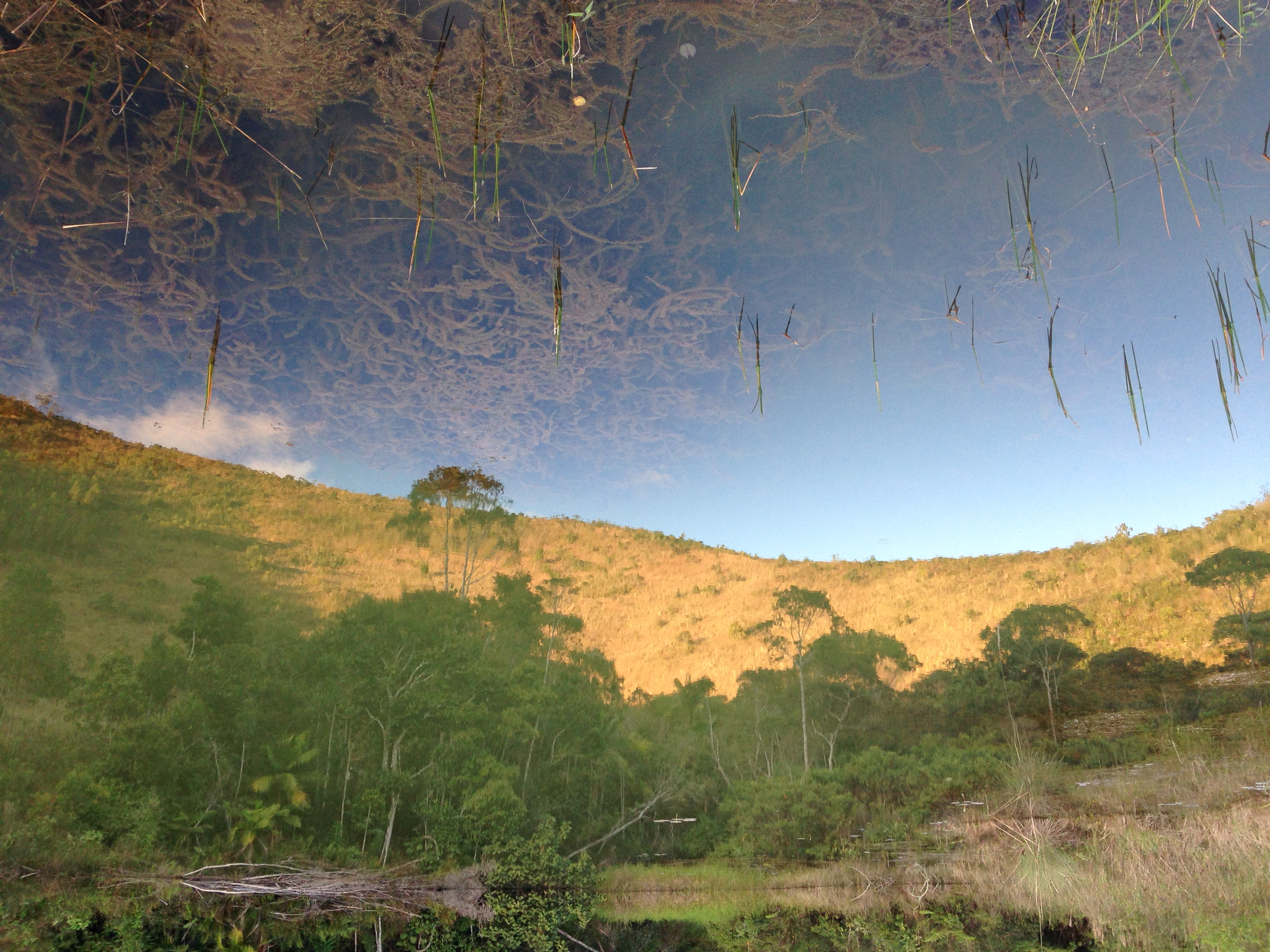
Lago no solstício de Inverno (visão do artista)
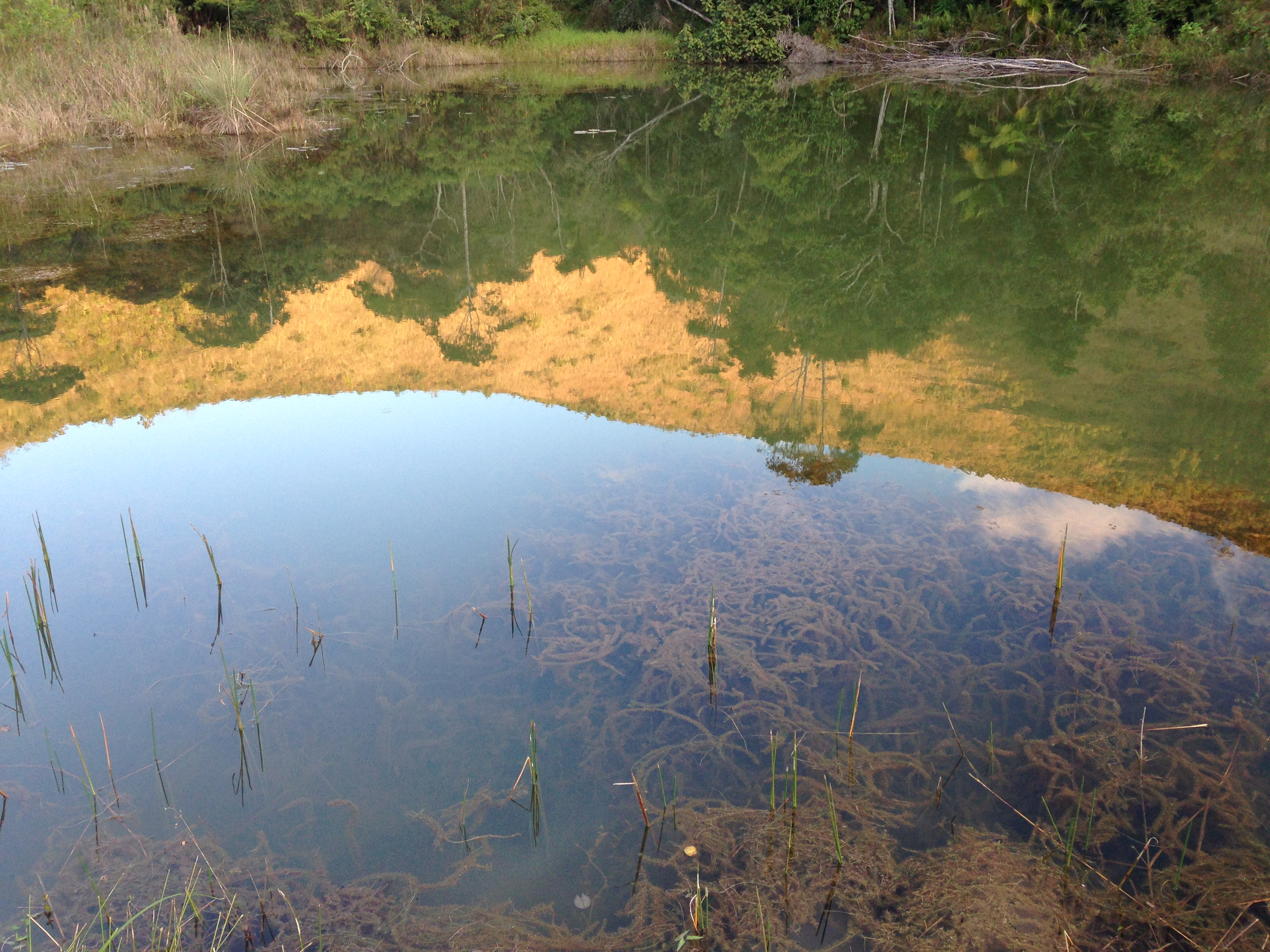
Lago no solstício de Inverno

Visto do alto, o lago revela o formato de um grande coração verde esmeralda.

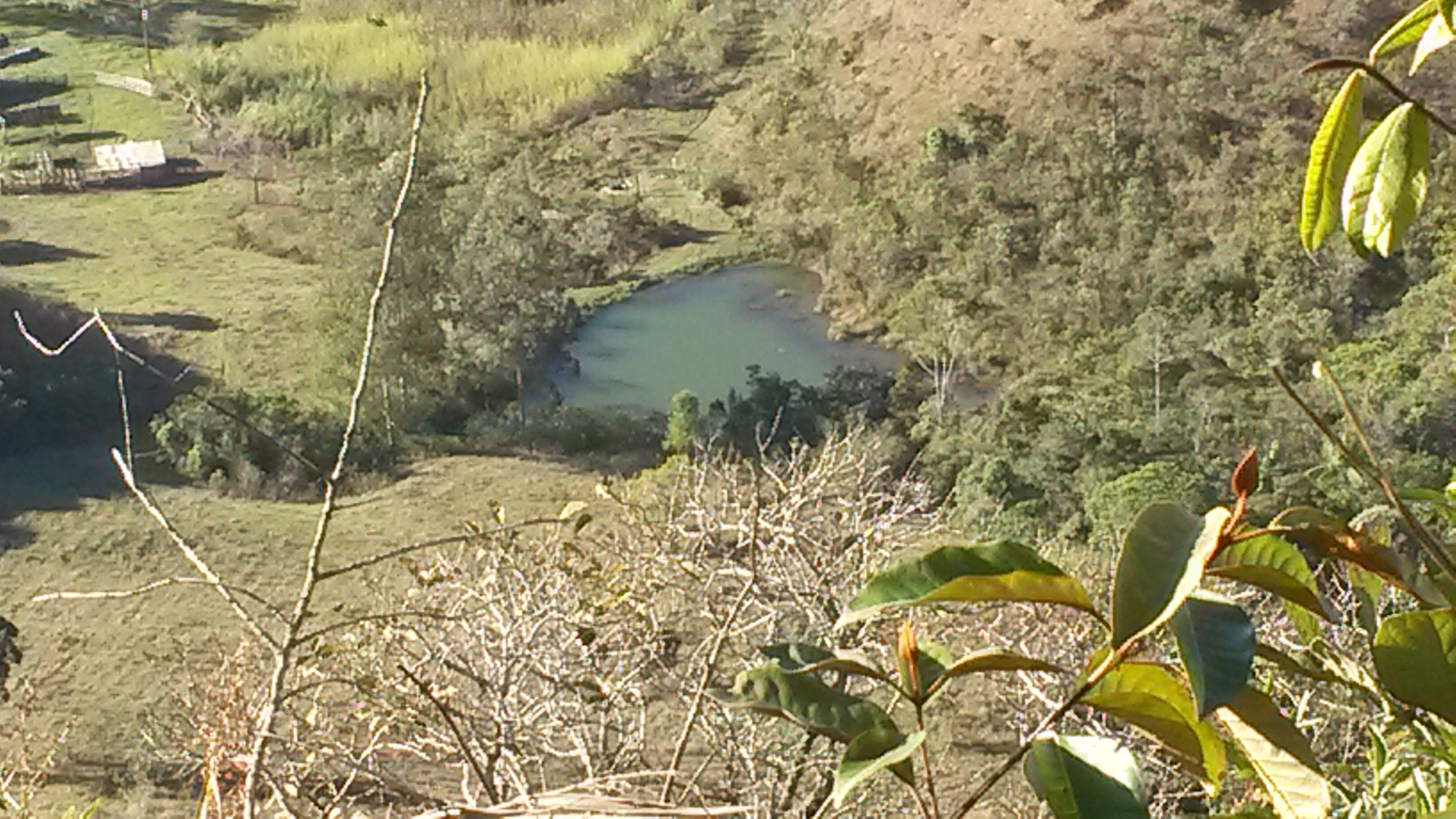
Lago em formato de coração

Pelos mirantes ao longo da caminhada, observa-se o vale que se estende desde o pé da serra até se perder no horizonte.

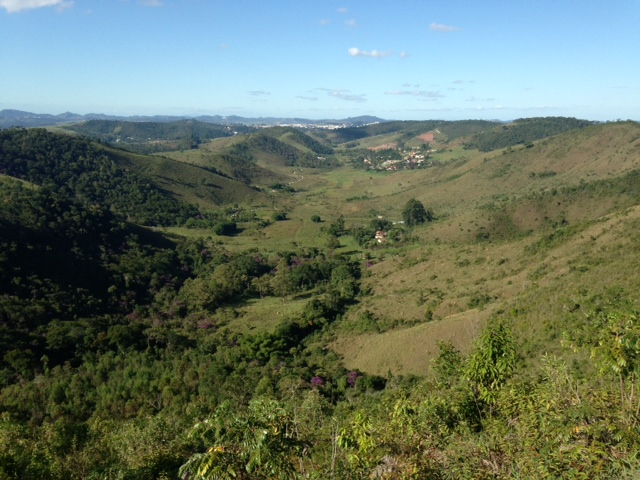
Vale ladeado por montanhas à esquerda e à direita
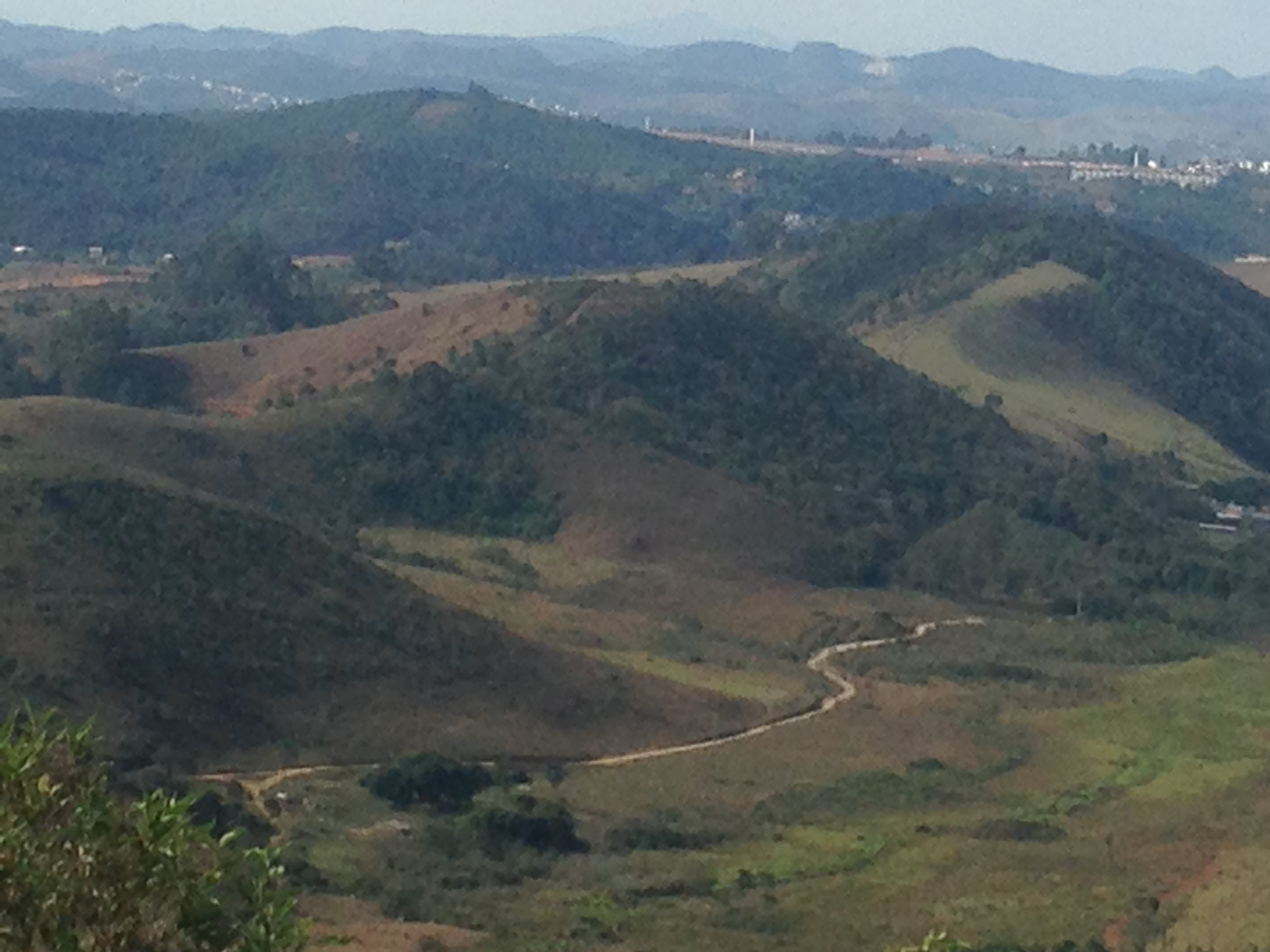
Caminho contornando as montanhas
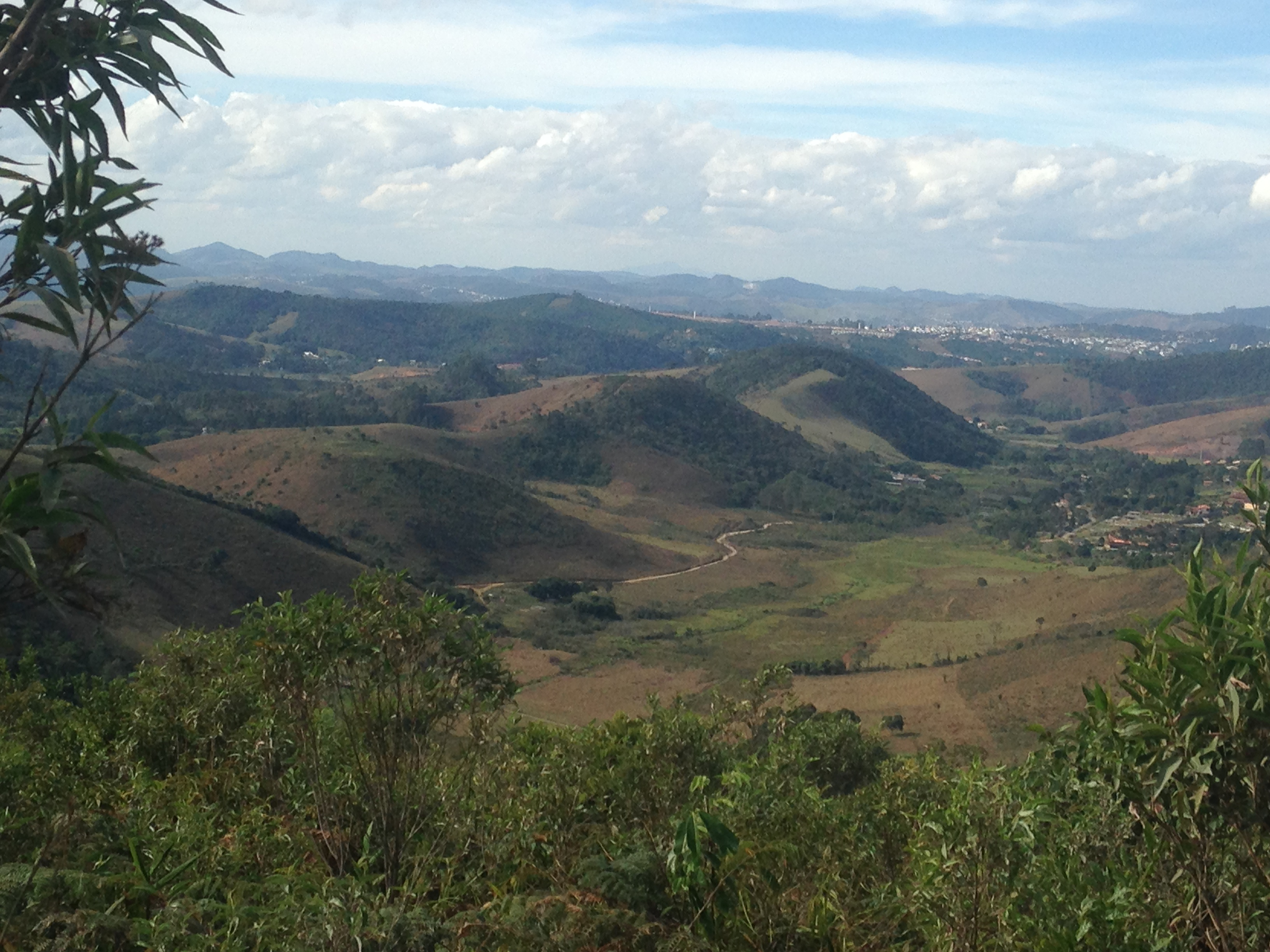
Vista do ponto mais alto da serra
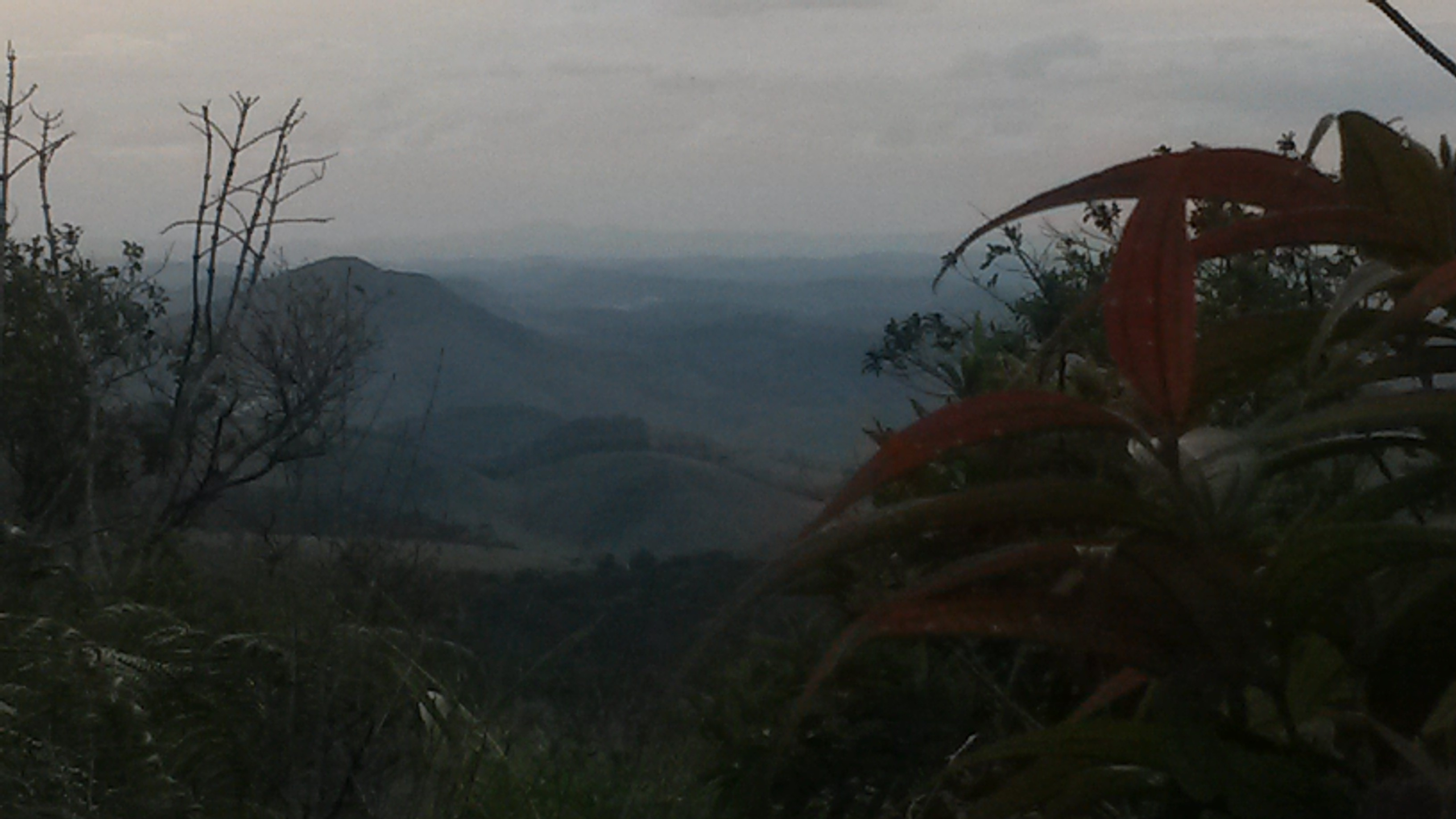
Vista das montanhas
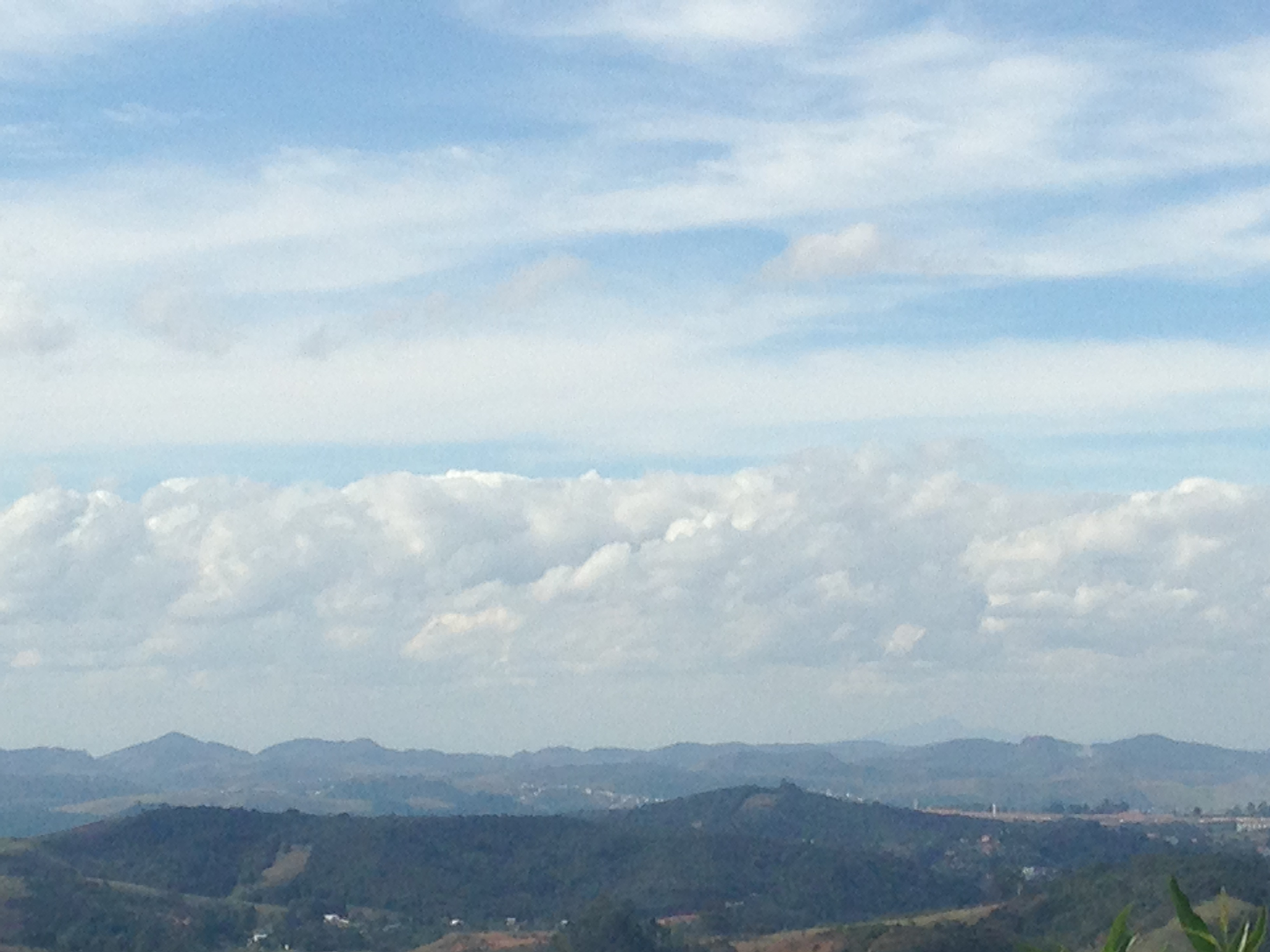
Mares de morros

De um lado da caminhada é possível observar a paisagem dos mares de morros até o estado do Rio de Janeiro. 

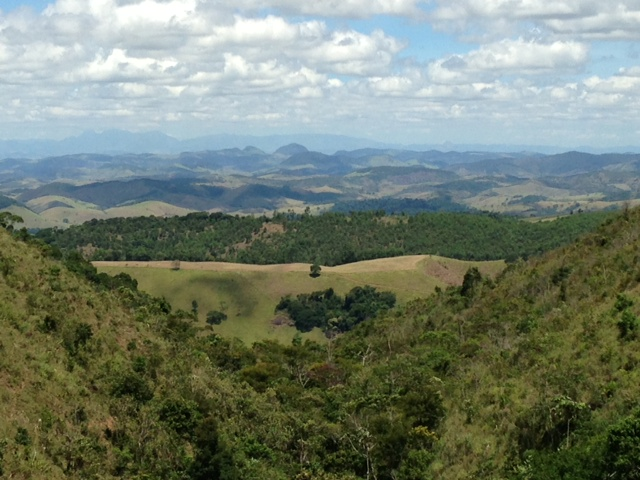
Vale da Serra

Do outro lado, é possível ver a Serra de Ibitipoca.

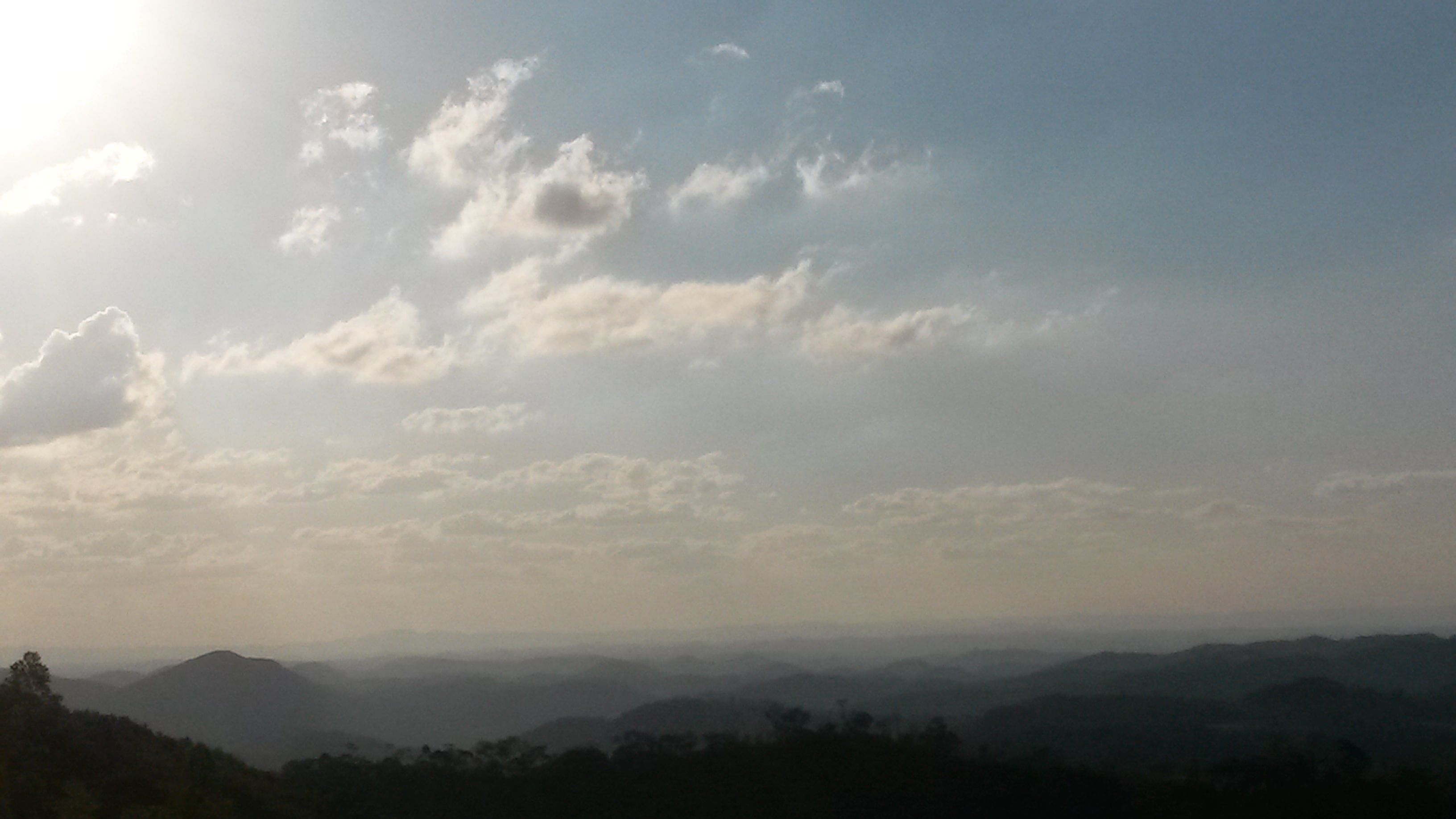
Vista norte
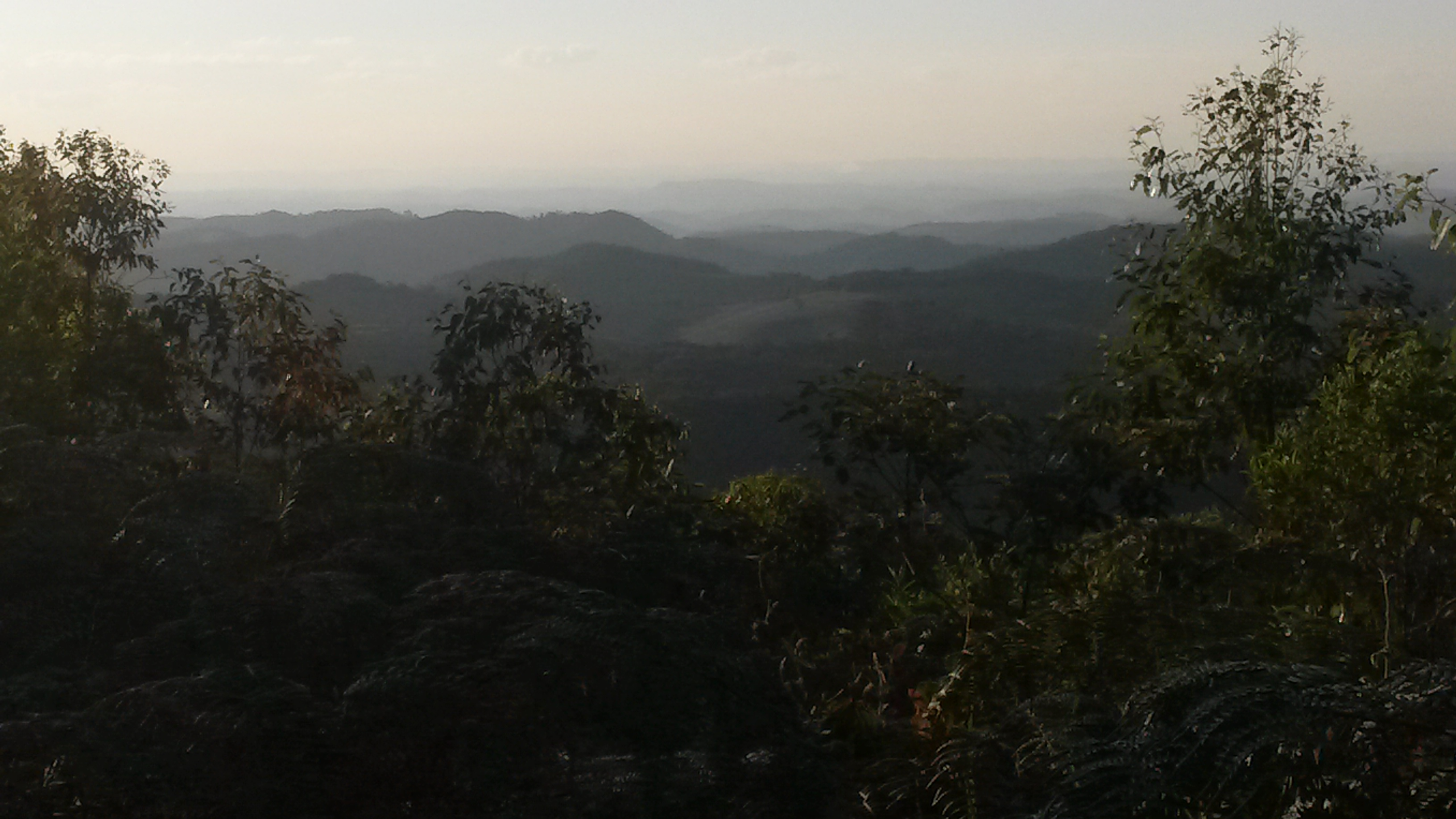
Vista norte 02

Da grota antes do cume, é possível se localizar pelo marco entre a vegetação.

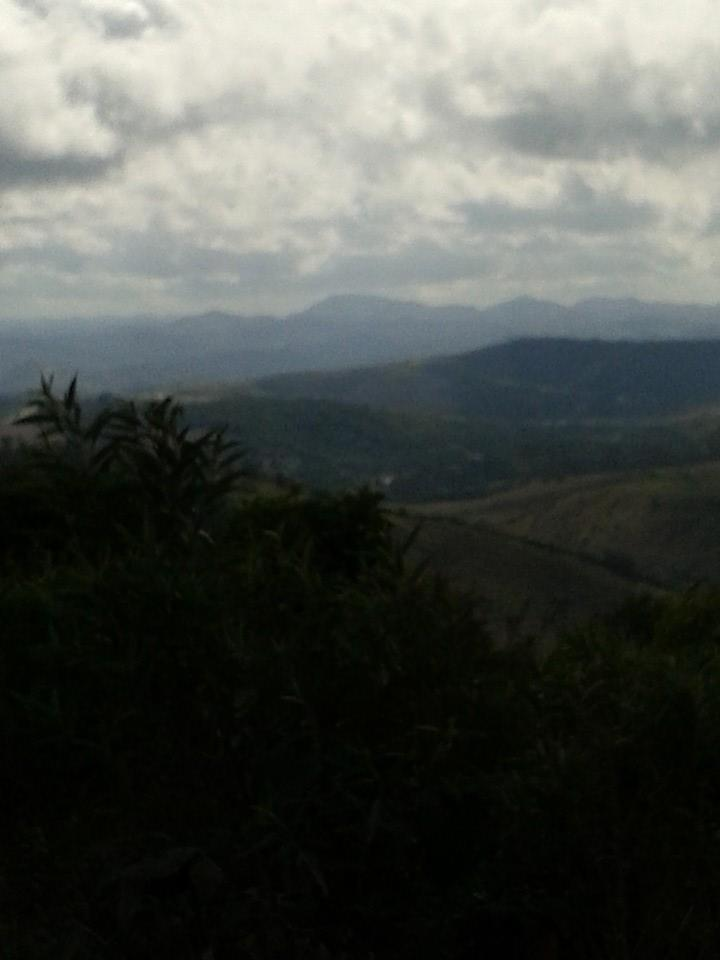
Visão do alto do marco
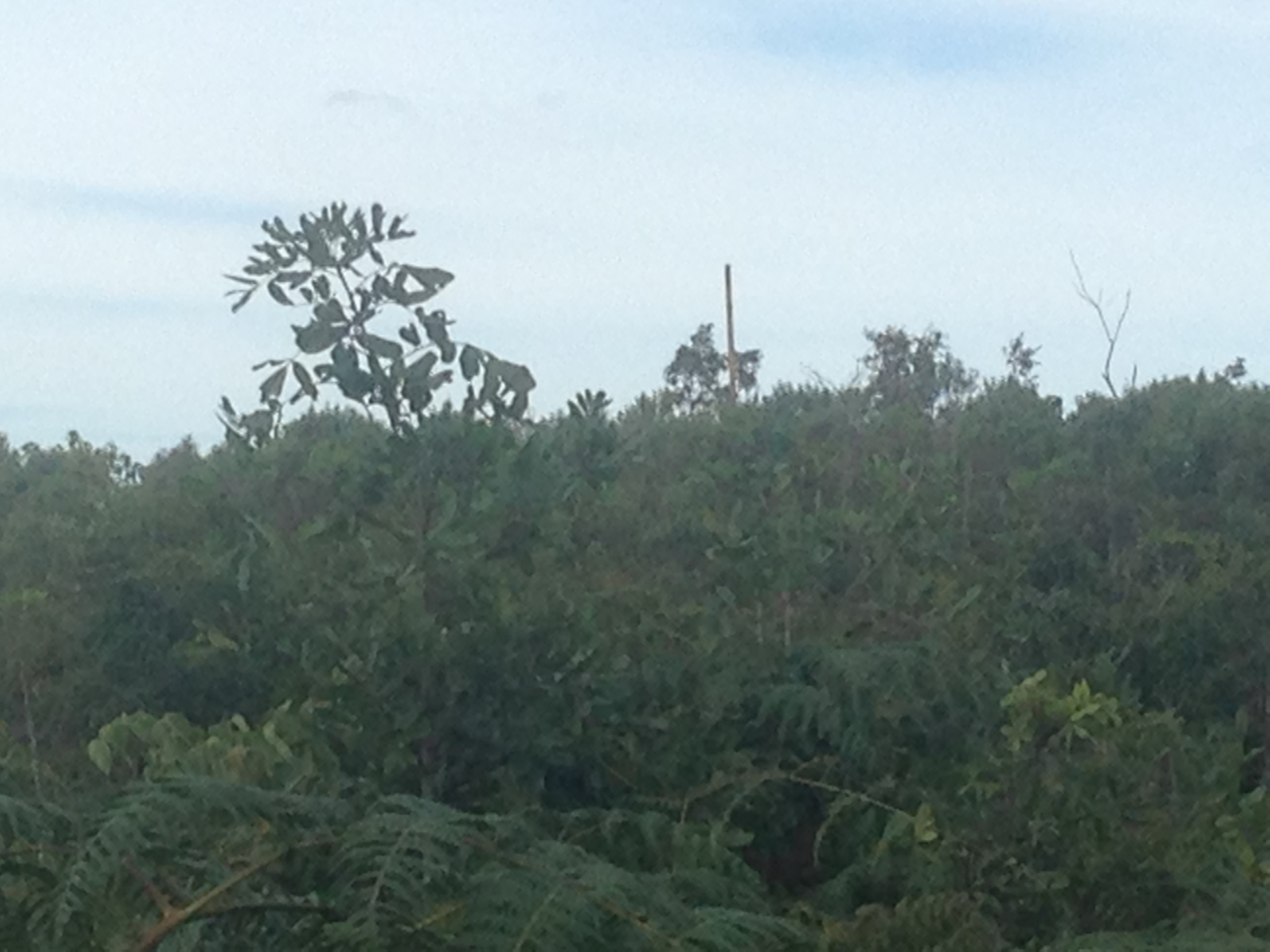
Grota ao redor do pico

## Flora
A região tem uma flora diversificada com belas árvores e plantas.
Esta piúna é uma árvore centenária que conta a história da serra e já sobreviveu a raios e tempestades.

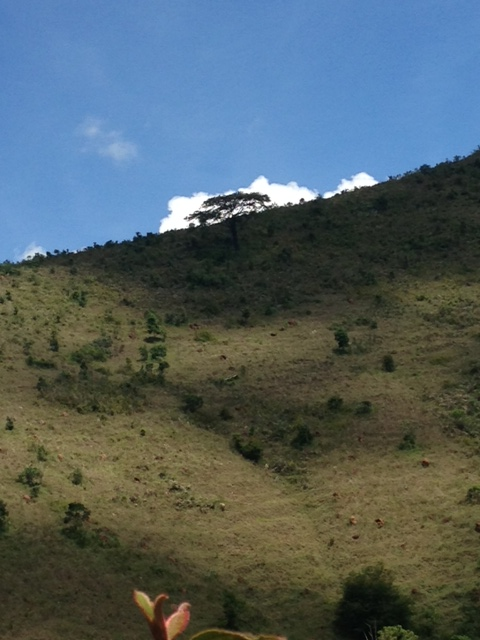
Piúna ao fundo
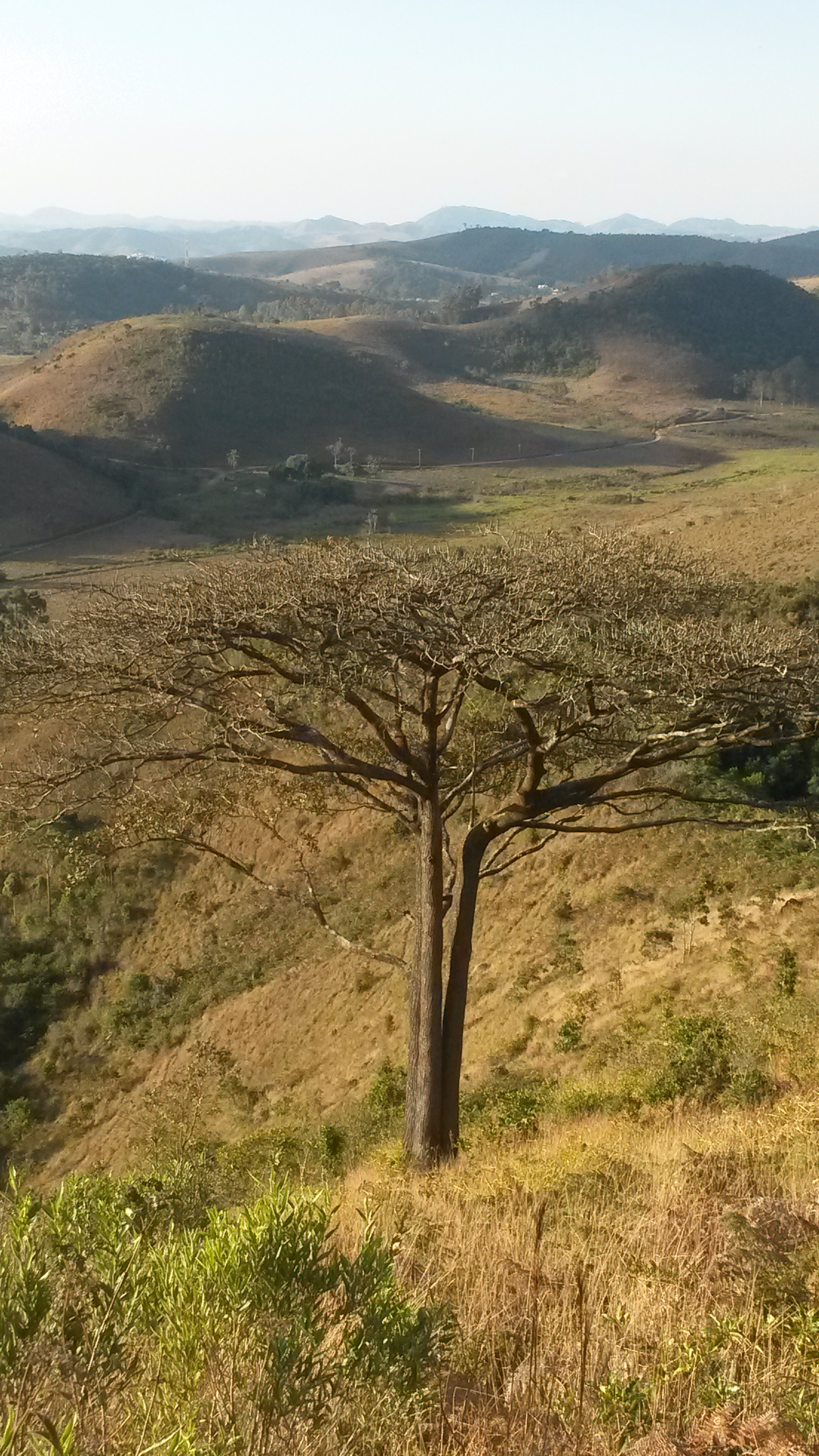
Piúna de perto
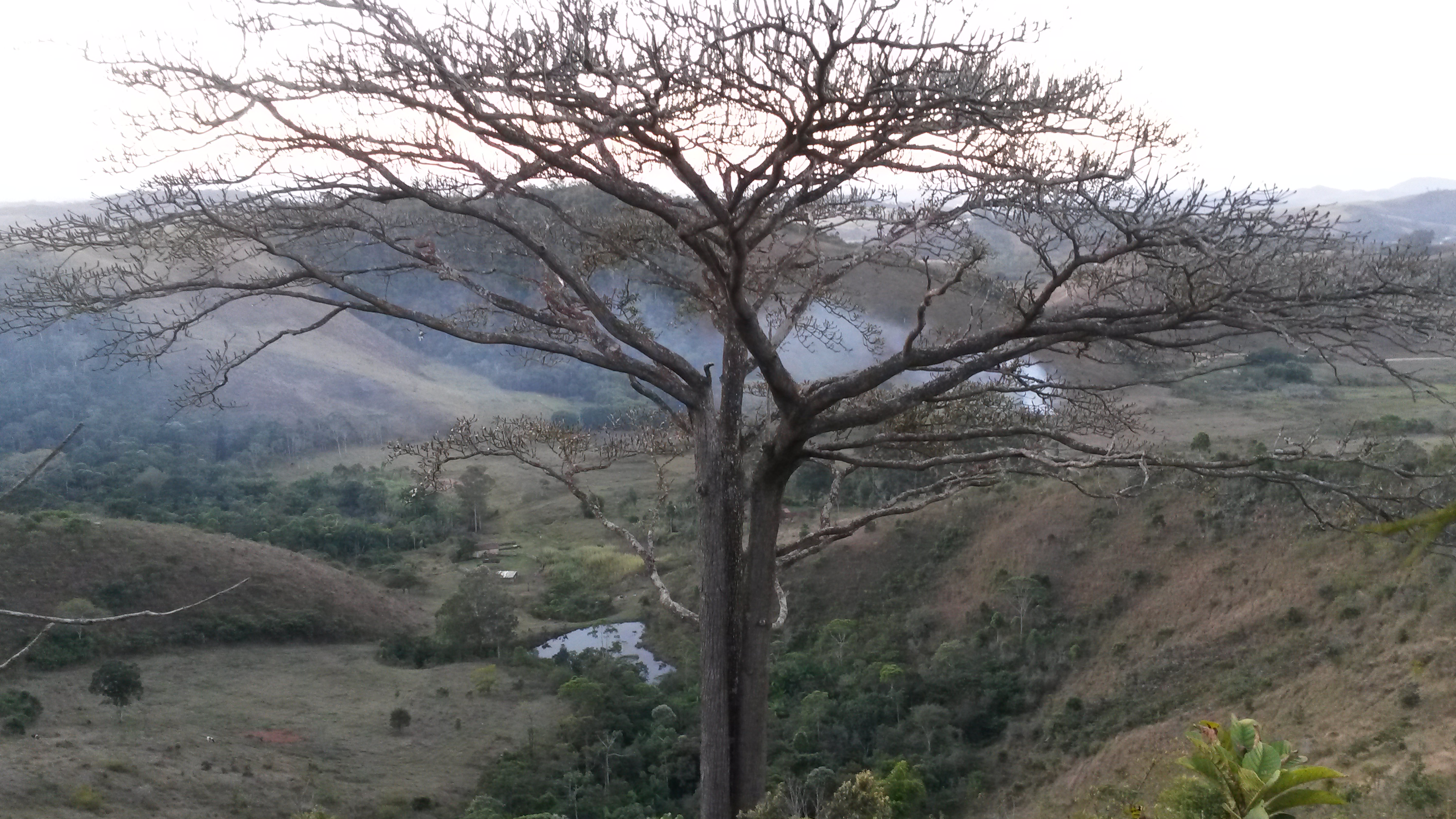
Piúna de cima
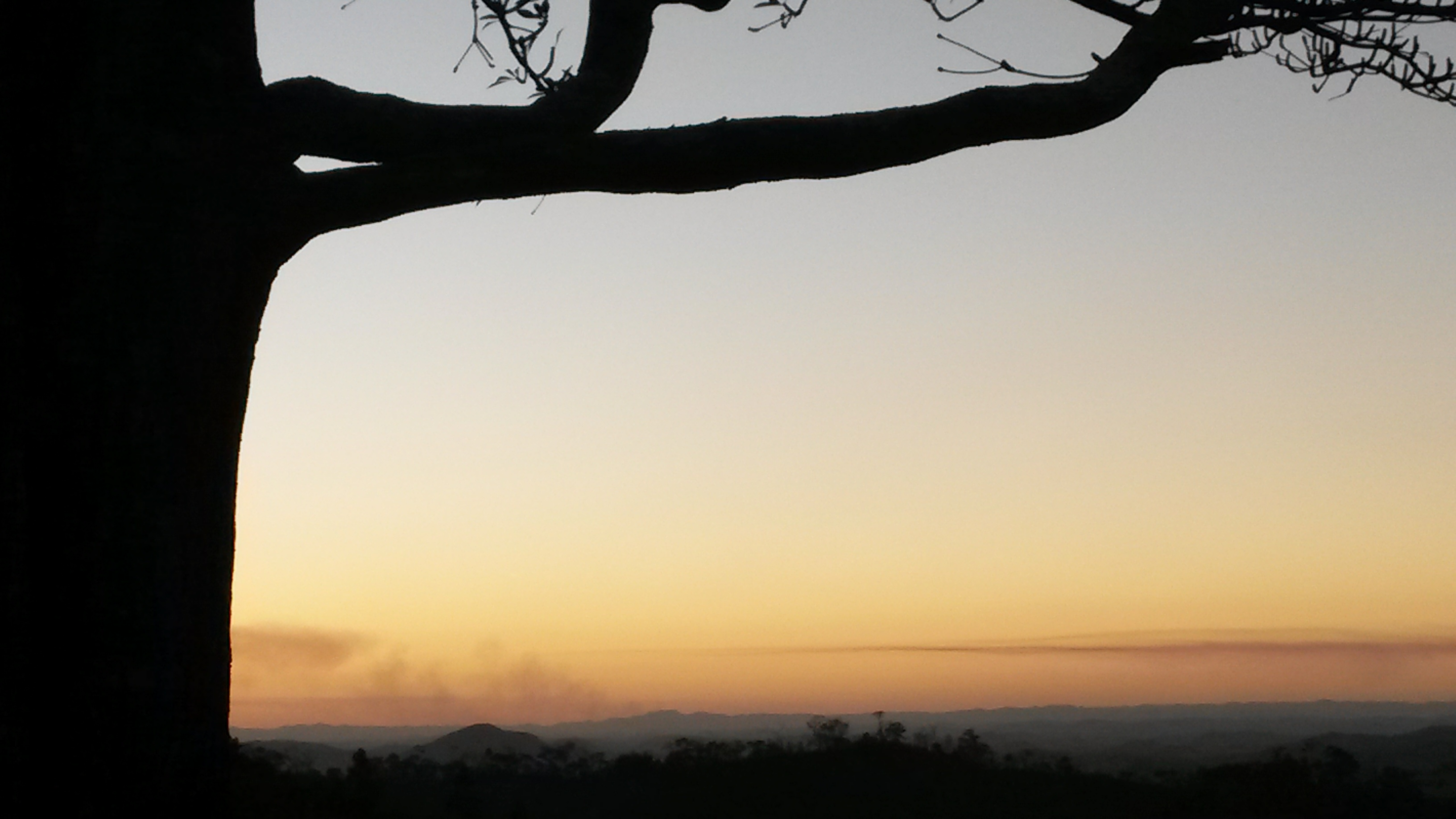
Vista da Piúna
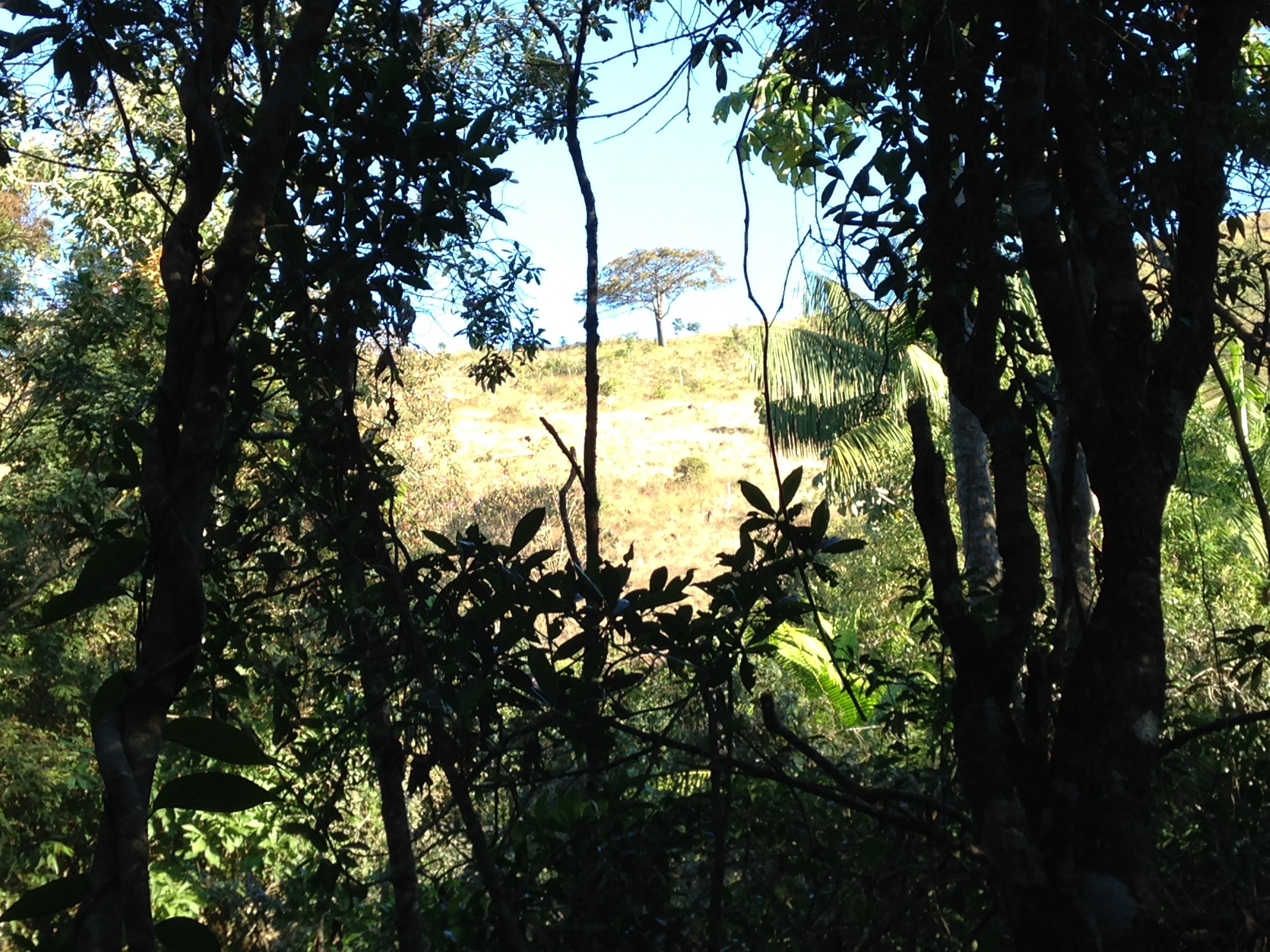
Portal da nascente

Flora típica da região

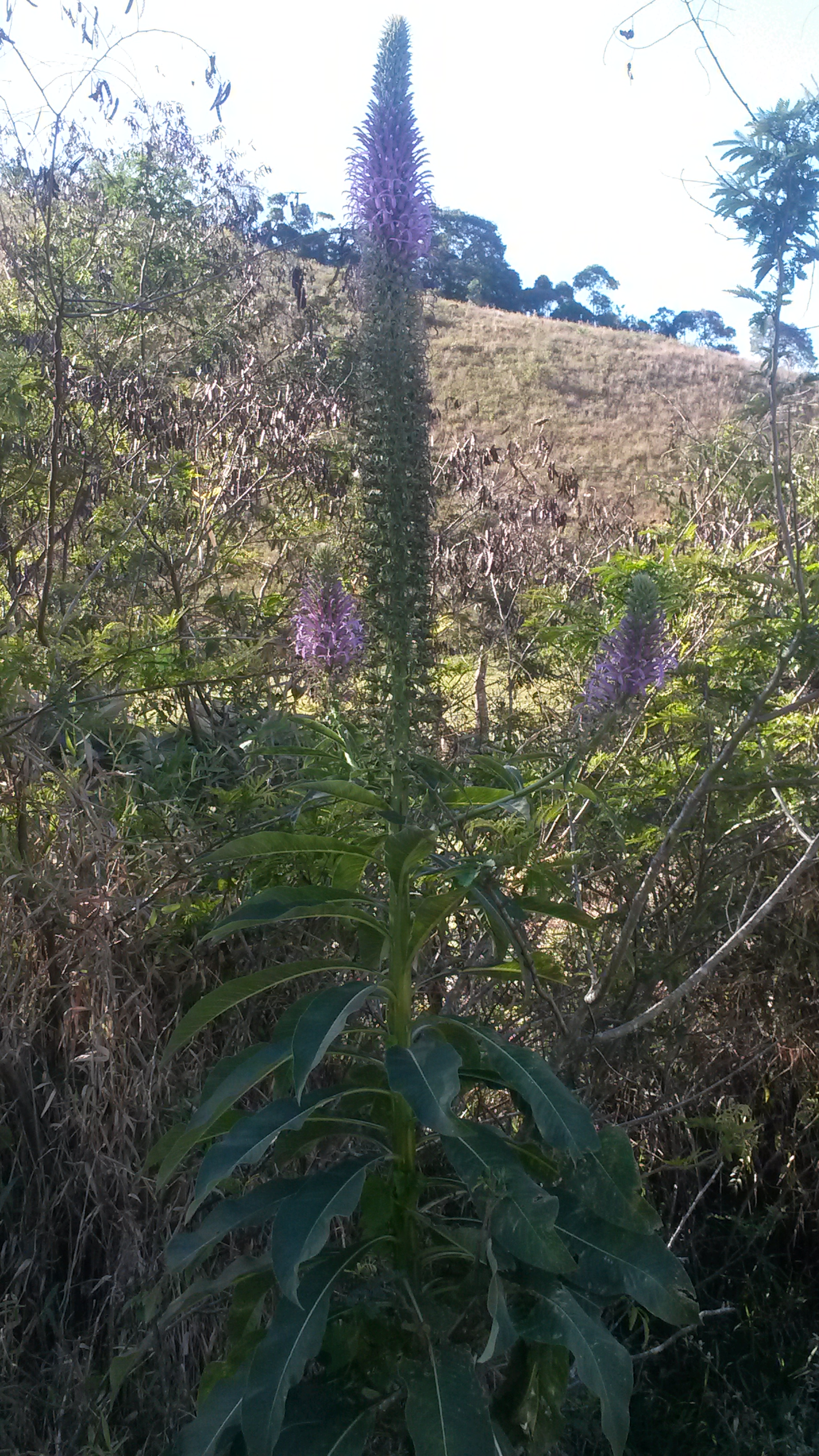
Rabo de onça
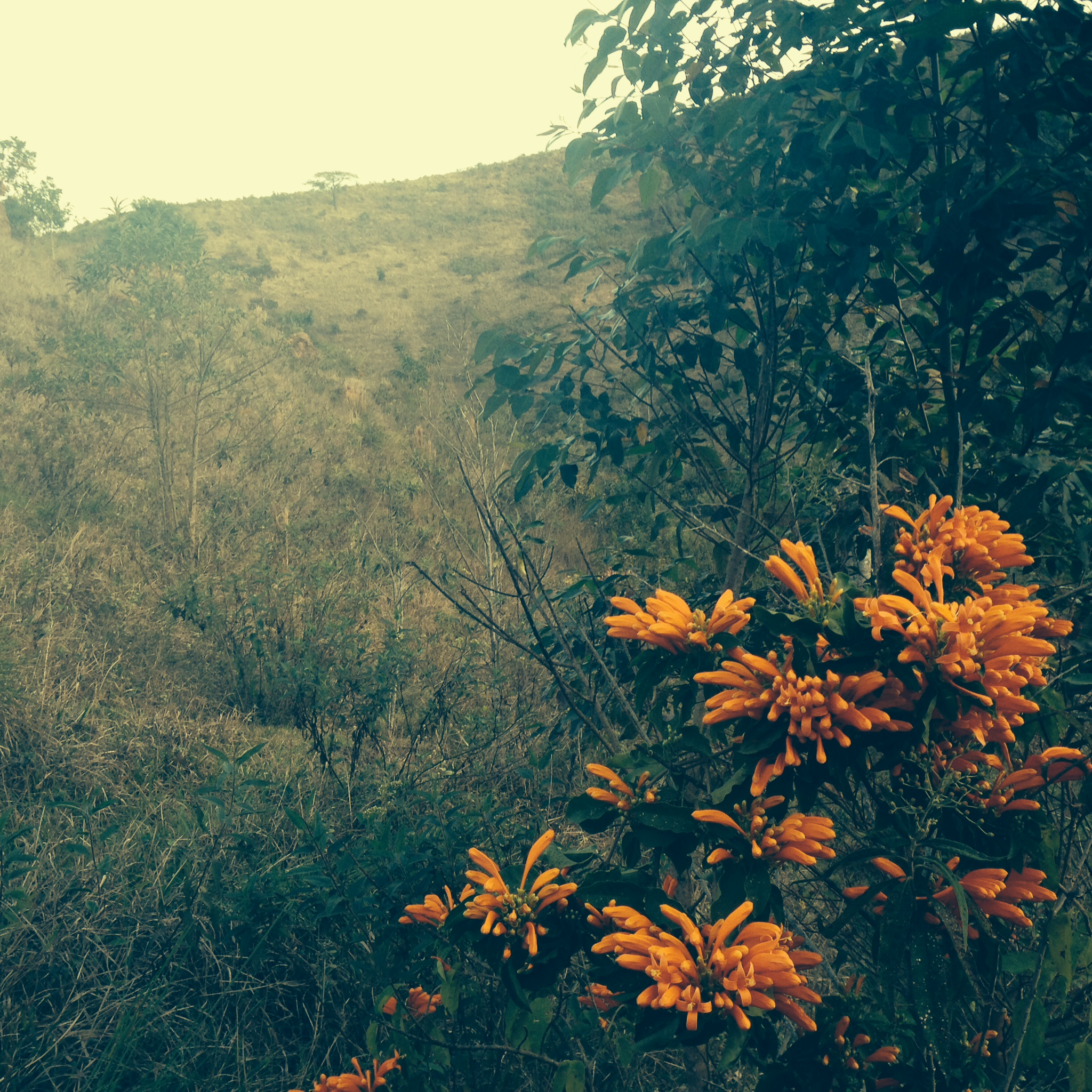
Cipó de São João
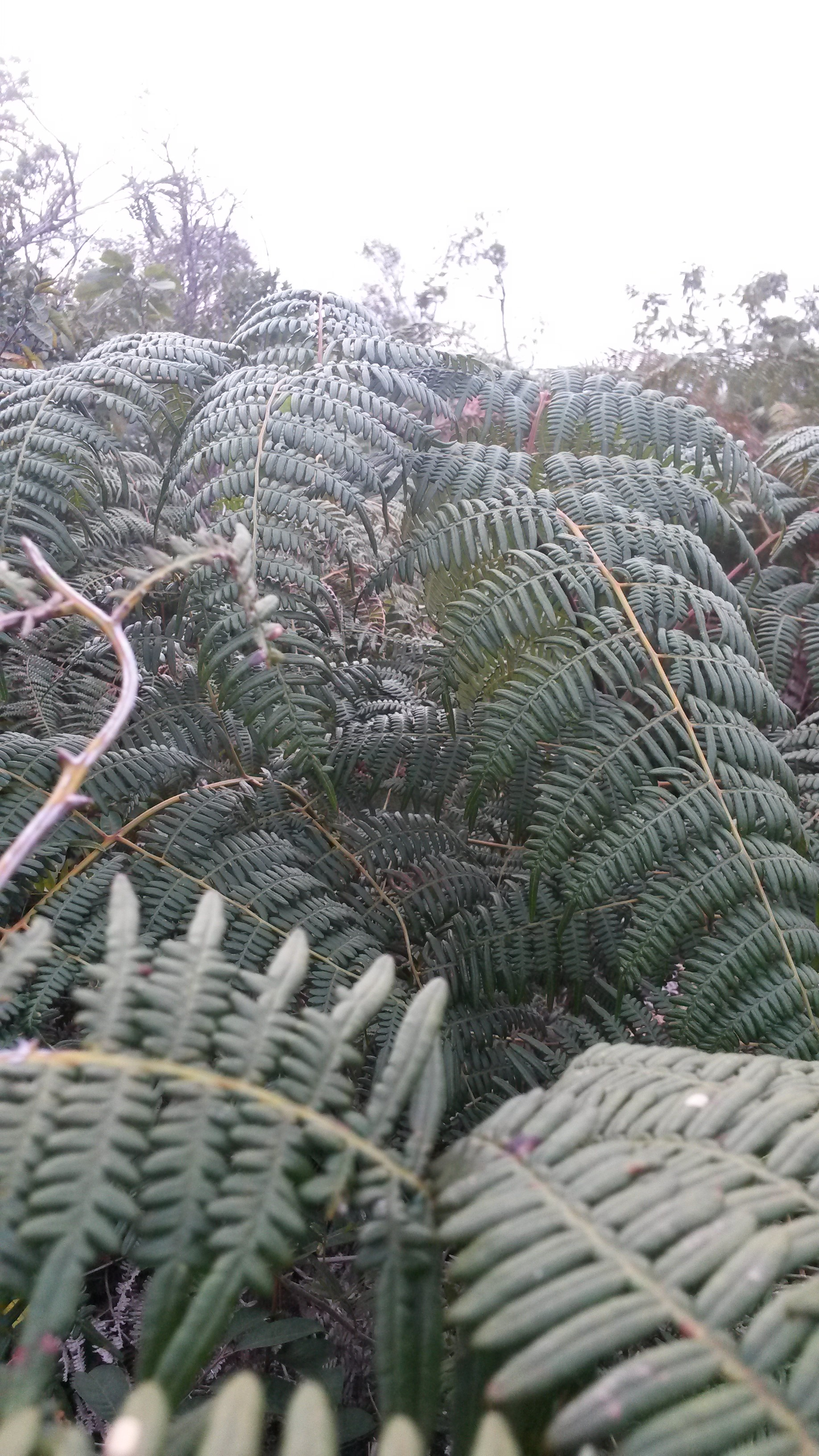
Espécie de samambaia
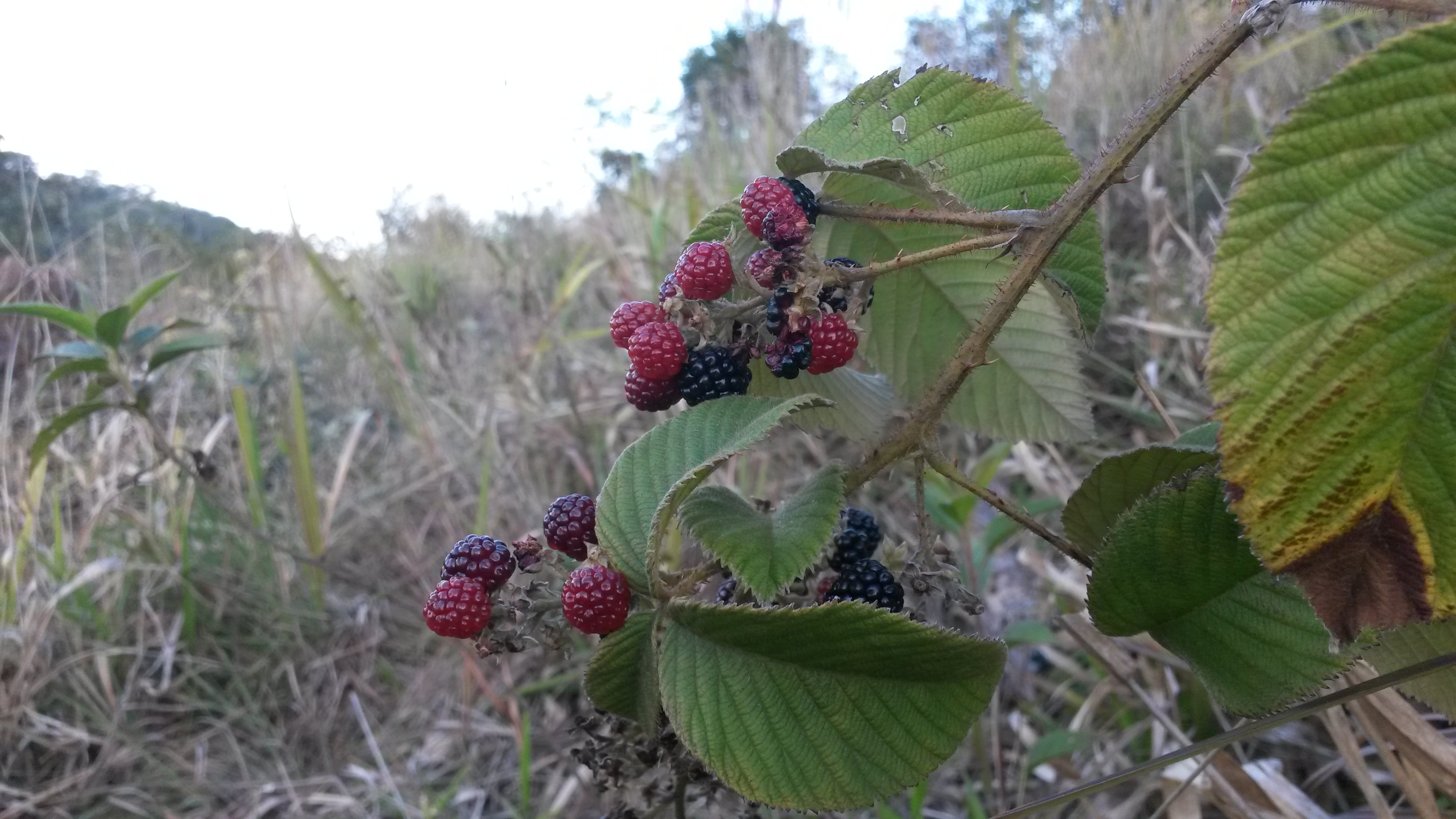
Amoras-do-mato
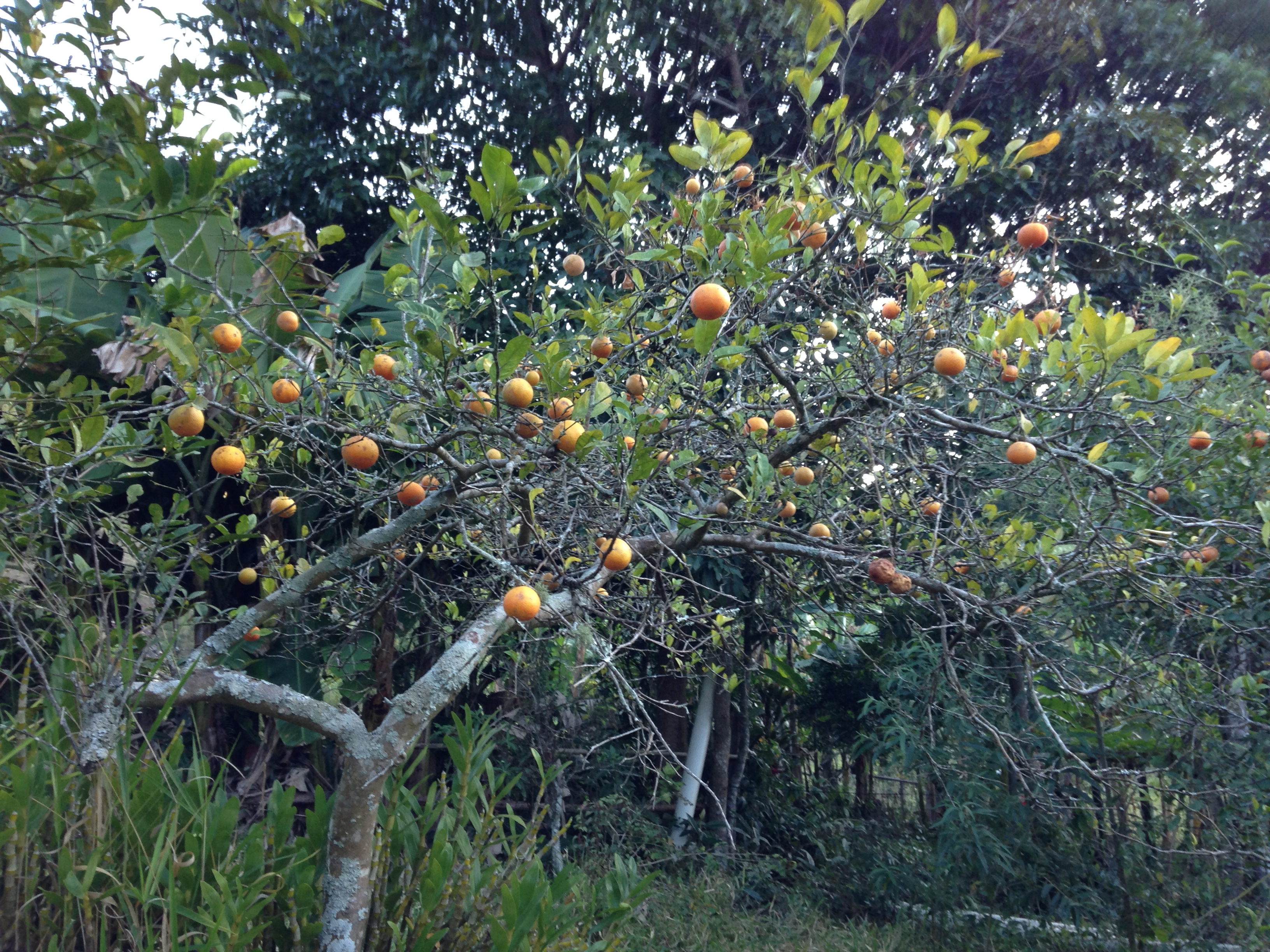
Pés de limão-do-mato
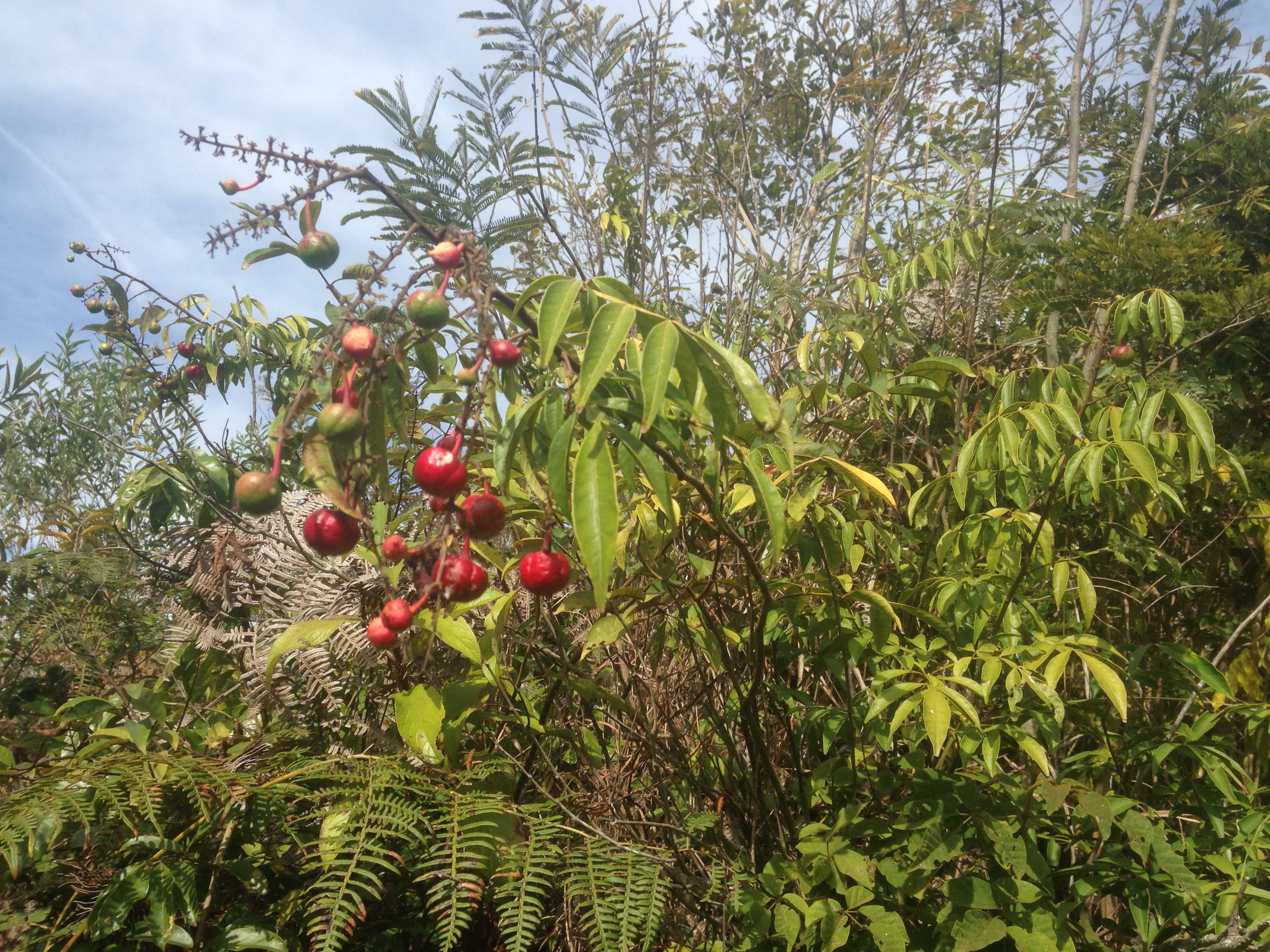
Flora típica
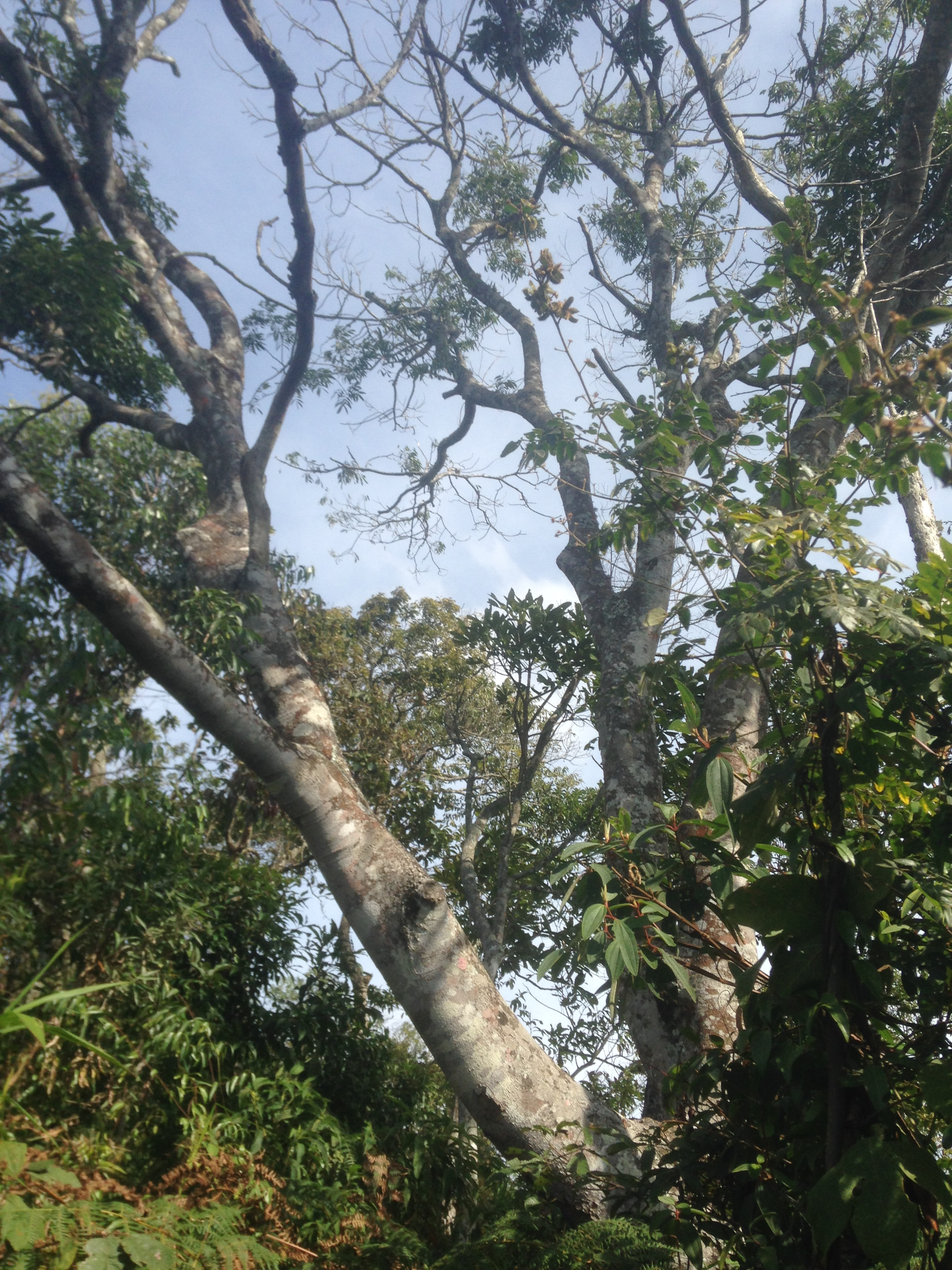
Árvore típica

Não apenas de flores se faz a flora da região. 
A navalha-de-macaco será facilmente percebida na caminhada pela trilha.

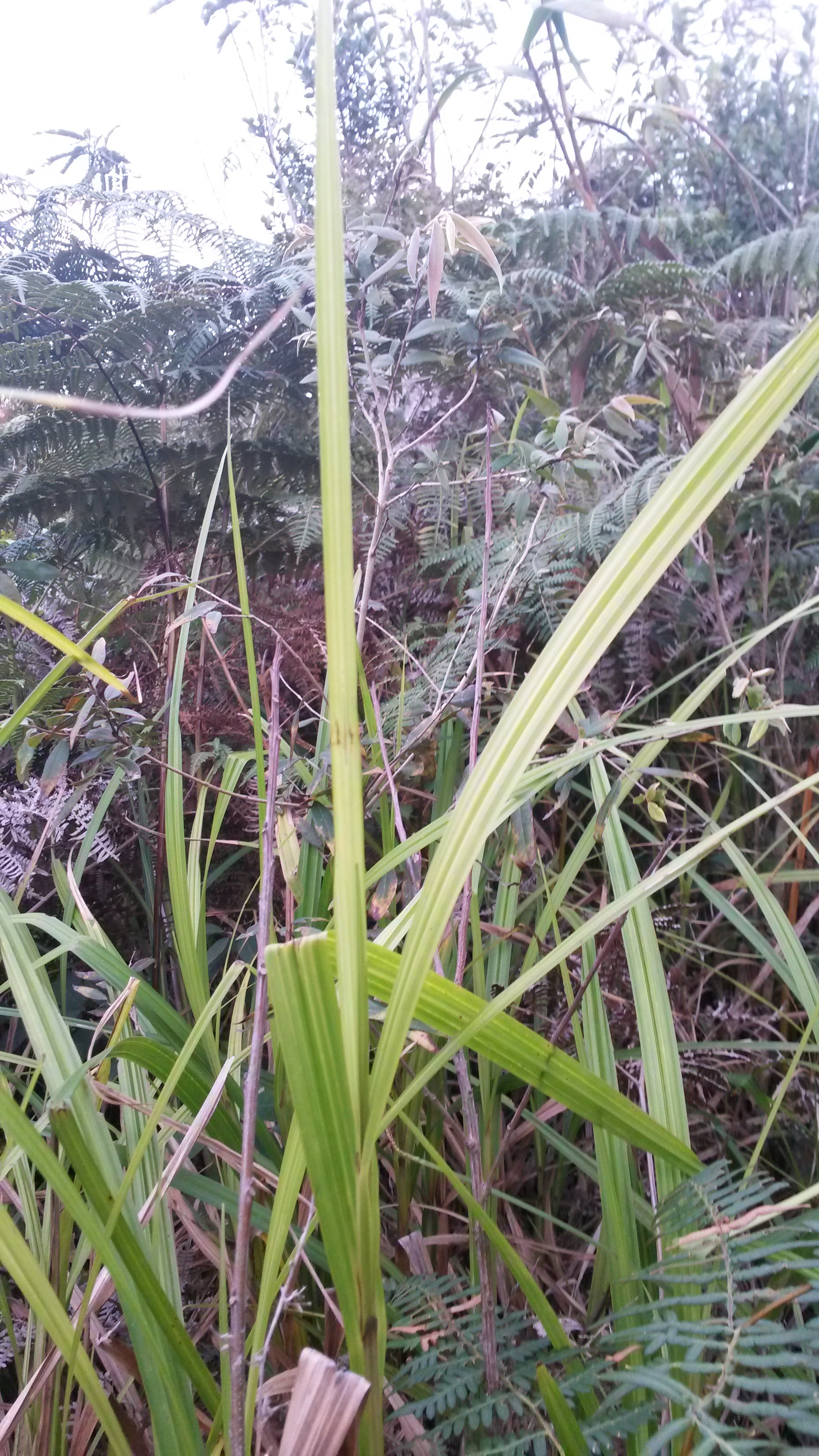
Navalha-de-Macaco

## Fauna
A fauna da região é rica e dá vida às belas paisagens.
O João-Graveto e o João-de-Barro constroem seus ninhos lado a lado.

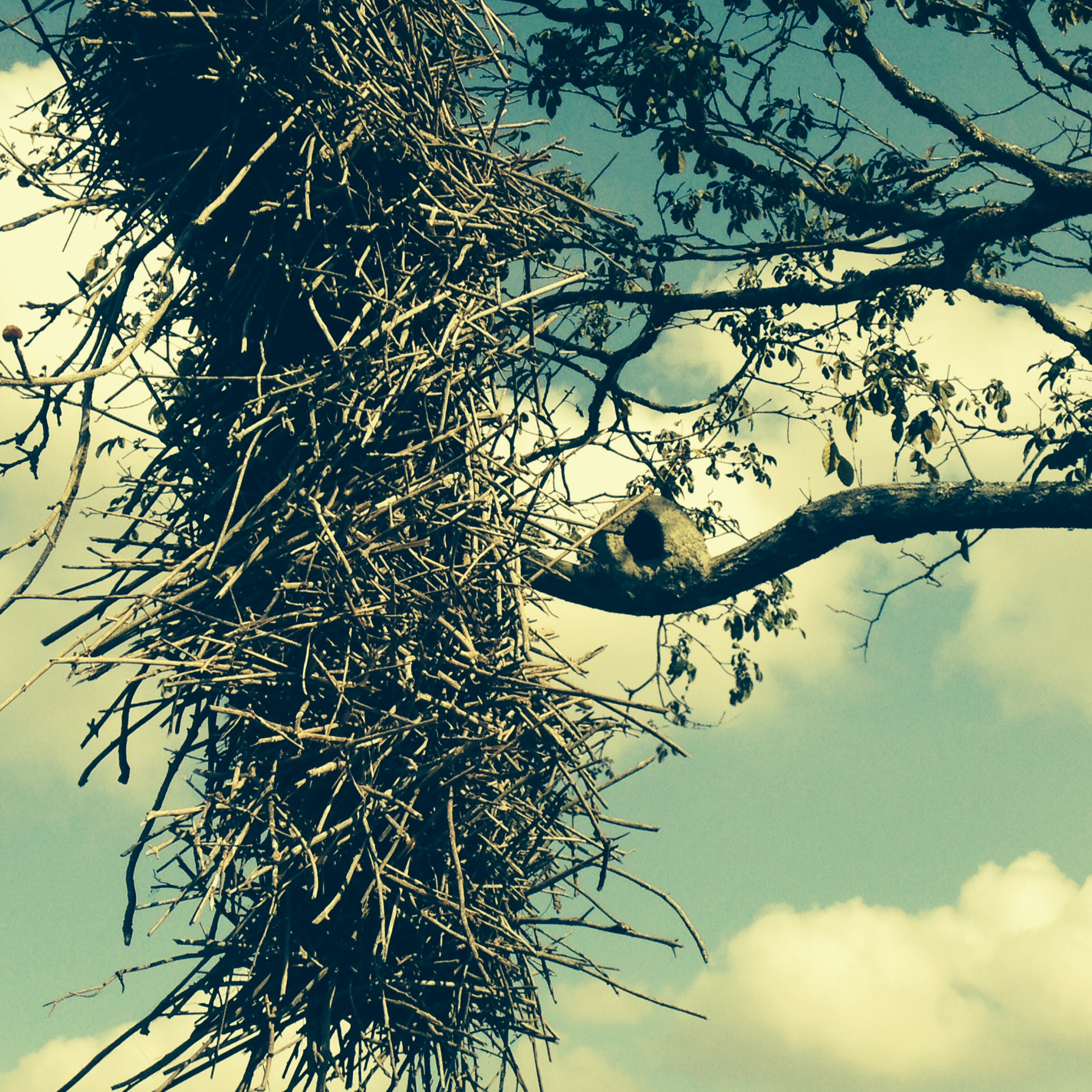
Ninho do João-Graveto e do João-de-Barro

A fauna também é composta por pequenos insetos, que fazem sua arte na encosta do morro. 
Na parte de cima, os cupins em terra vermelha. Na parte baixa, em terra branca. 
No detalhe, a ave de rapina observa suas presas.

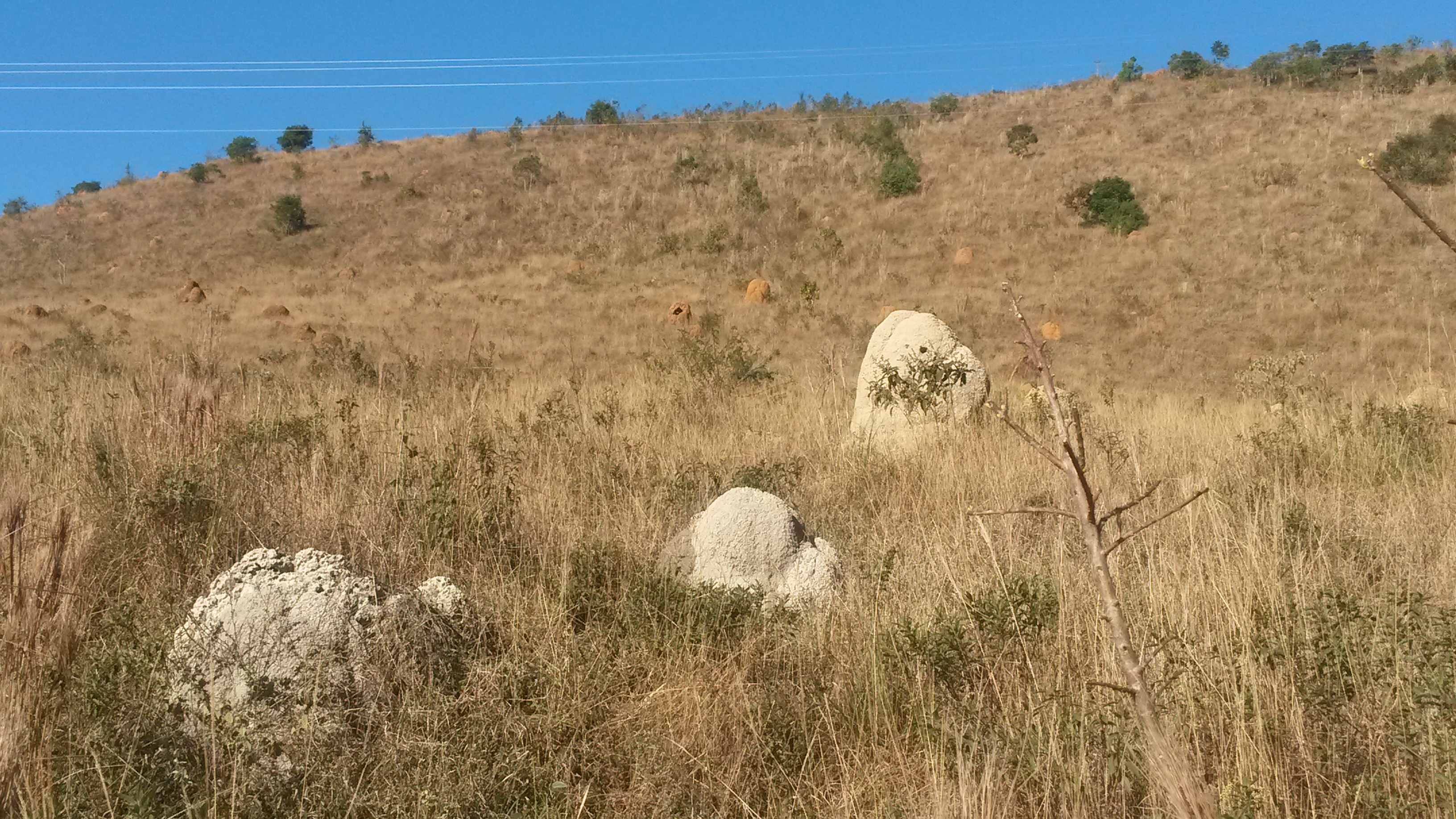
Cupins vermelhos e brancos
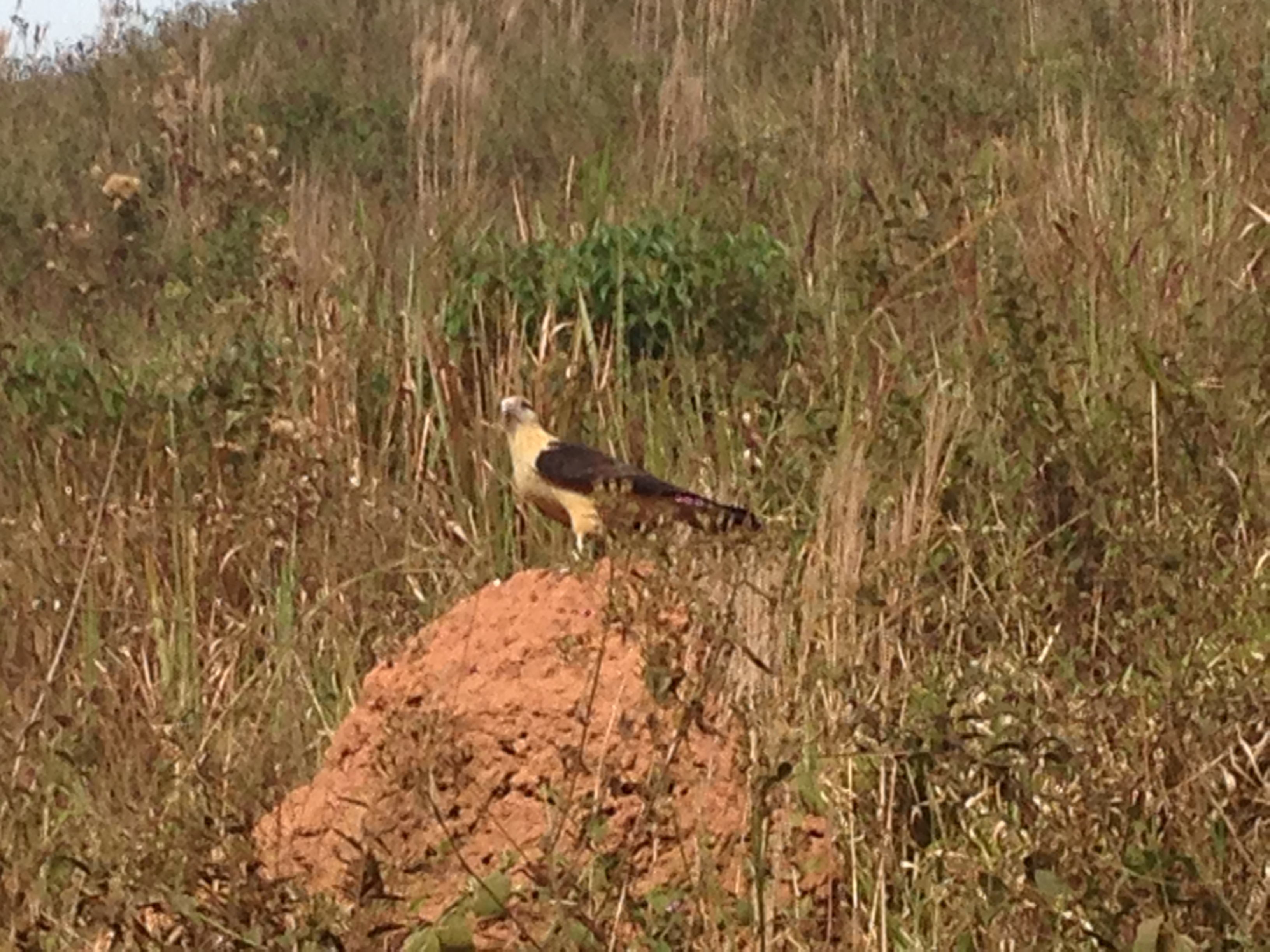
Gavião

## Trilhas
"Face Norte"
Pela trilha da face Norte do Pico são necessários 50 minutos para se atingir o cume de 1082 metros.
Nos mirantes ao longo da caminhada, as mais belas paisagens podem ser apreciadas.
Trilha da face Norte

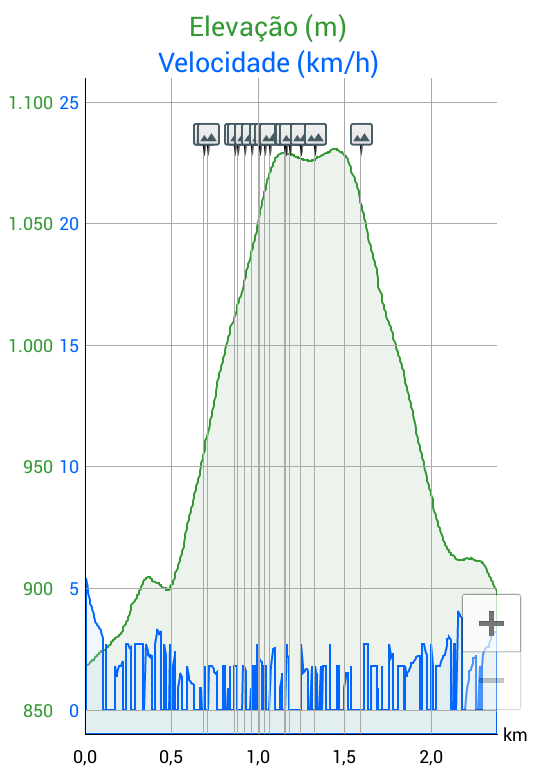
Variação de altitude na trilha
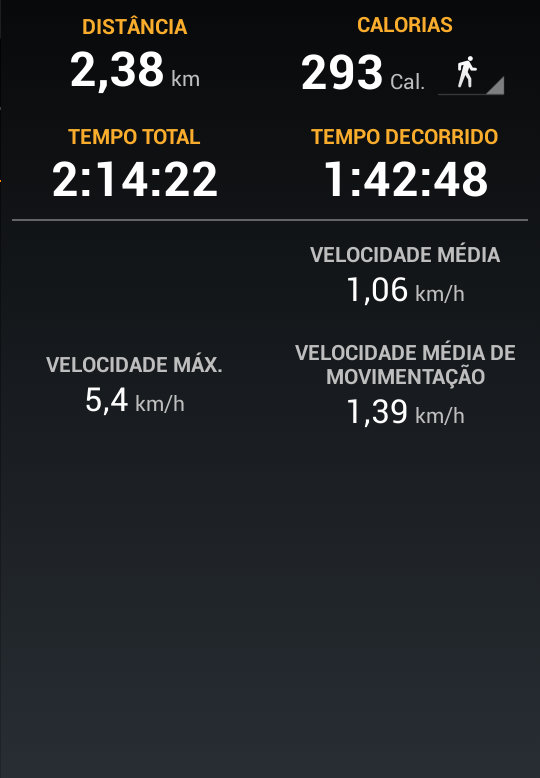
Distância, tempo, velocidade e calorias

"Face Leste"
Pela trilha da face Leste, é possível observar tanto a vista para Ibitipoca, olhando-se para o Norte, à direita, quanto para o Rio de Janeiro, olhando-se para o Sul, à esquerda. A partir da base, caminha-se em direção ao segundo pico acima dos 1000 metros, atravessa-se a grota e chega-se ao cume. Subindo por volta das 16h, chega-se junto com o pôr do sol. Neste momento, o visitante terá cerca de 40 minutos para apreciar a vista e descer, antes que escureça e as onças e os lobos saiam para caçar.

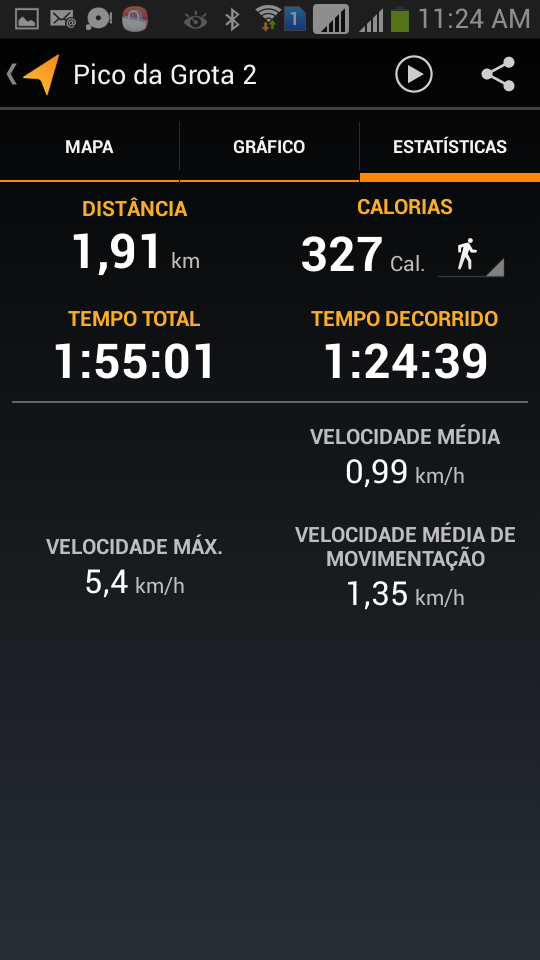
Estatísticas